# 伊朗式建筑

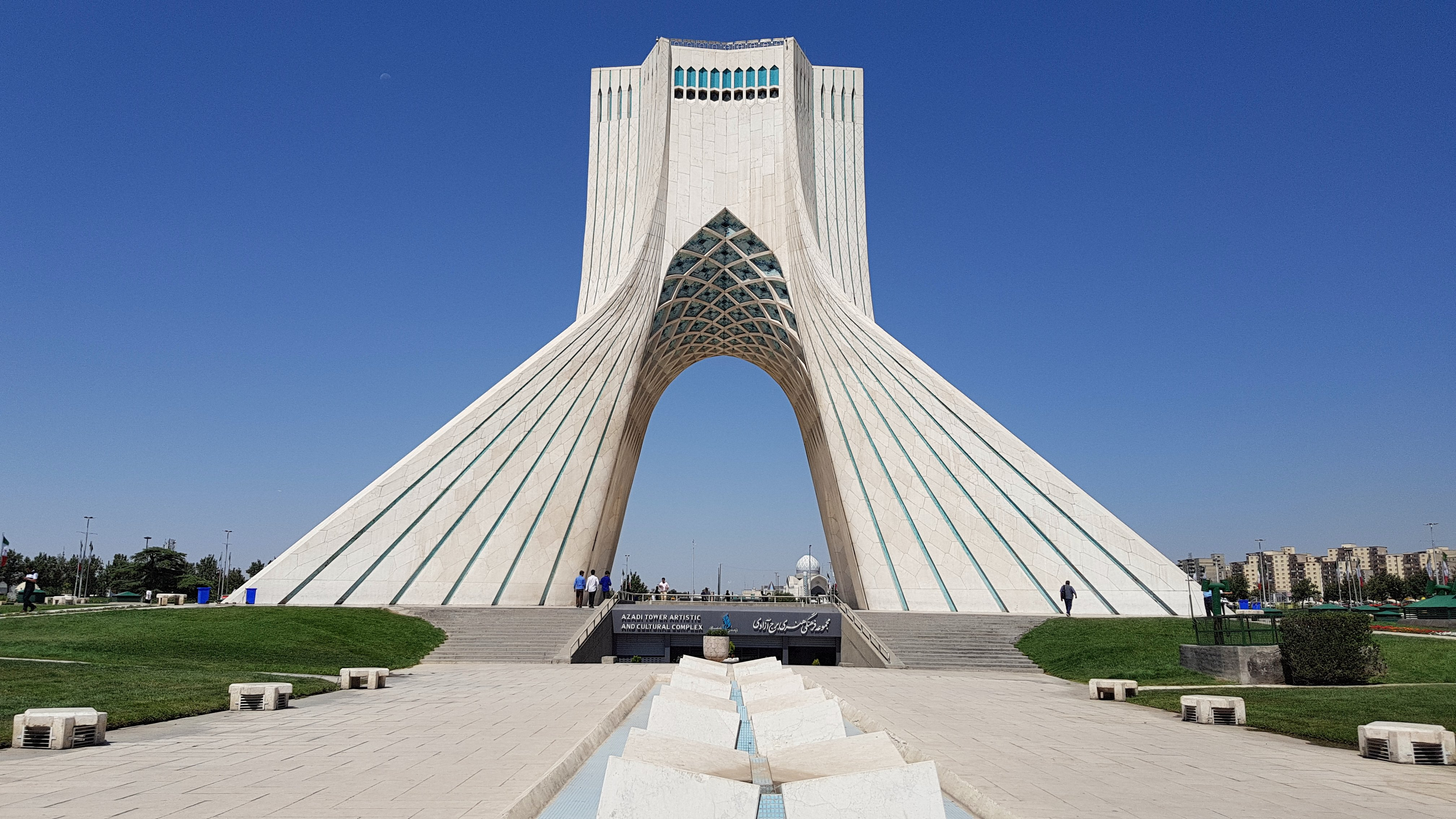
德黑兰阿扎迪塔 (Azadi Tower) （1971 年），由建筑师侯赛因·阿马纳特 (Hossein Amanat)设计。他的想法基于古典和后古典伊朗建筑。

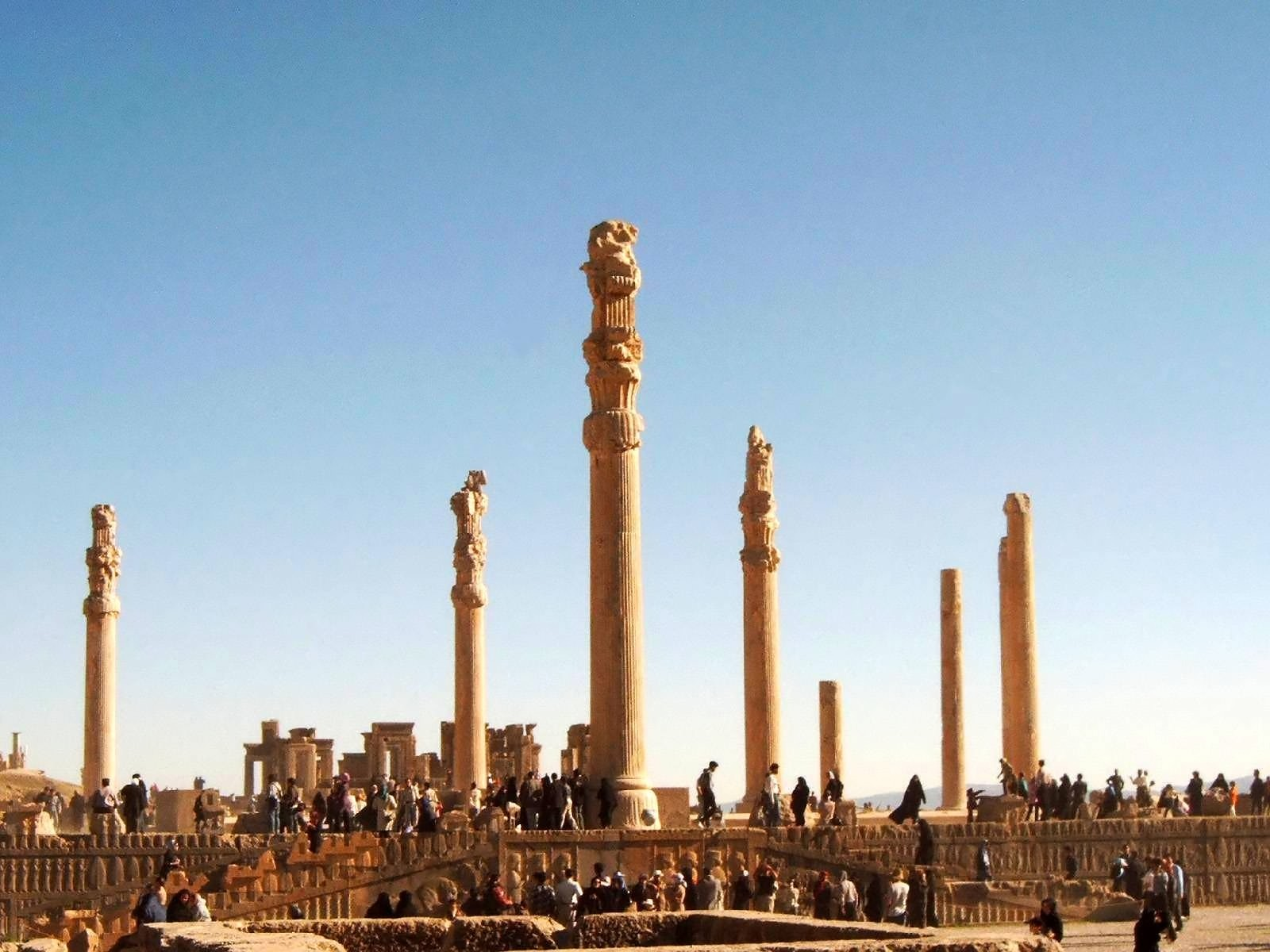
波斯波利斯的废墟，始建于公元前六世纪阿契美尼德帝国时期

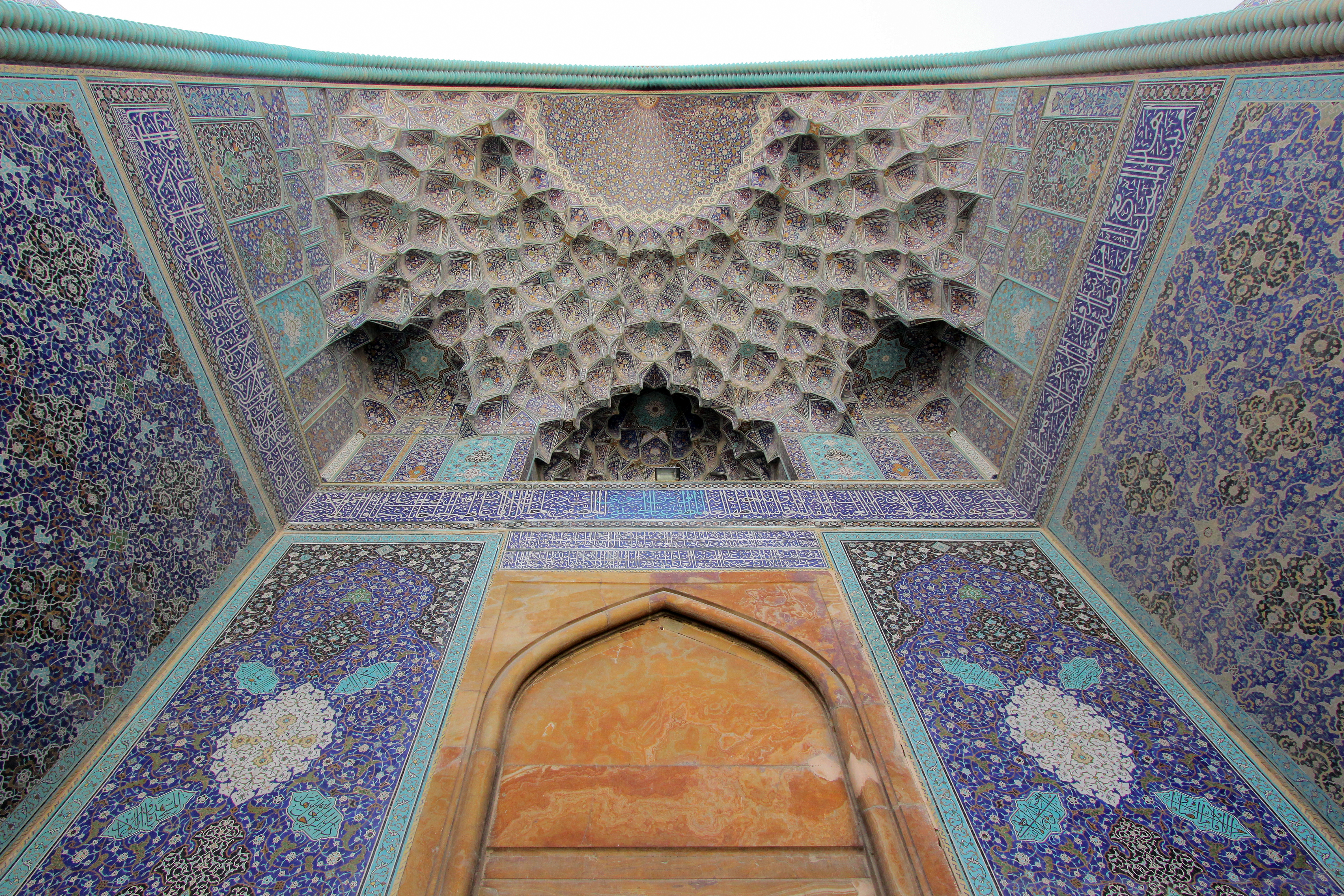
伊斯法罕伊玛目清真寺入口处的伊万（iwan）（也意译为敞厅）和钟乳石檐口（muqarnas）装饰示例（17 世纪）

伊朗建筑或波斯建筑（波斯語： معمارى ایرانی, Me'māri e Irāni ）是伊朗以及西亚、高加索和中亚其他地区部分地区的建筑。它的历史至少可以追溯到公元前 5,000 年，主要分布在从土耳其和伊拉克到乌兹别克斯坦和塔吉克斯坦，从高加索到桑给巴尔的广大地区。从乡土建筑到纪念性建筑群，波斯建筑的规模和功能差异很大。 除了历史悠久的城门、宫殿和清真寺外，首都德黑兰等城市的快速发展也带来了拆除和新建的浪潮。
根据美国历史学家和考古学家阿瑟·波普的说法，伊朗最高的艺术，按照这个词的正确含义，一直是它的建筑。建筑的至上地位适用于前伊斯兰时期和后伊斯兰时期。 伊朗建筑在结构和美学上都表现出多种多样的传统和经验。尽管没有突然的创新，尽管屡屡遭受入侵和文化冲击的创伤，但它发展出了一种与穆斯林世界其他地区不同的可识别风格。 它的优点是“对形式和规模的明显感觉；结构上的创造性，特别是在拱顶和圆顶建筑方面；装饰方面的天才，其灵活和成功是任何其他建筑都无法比拟的”。 

## 一般特征

### 基本原则

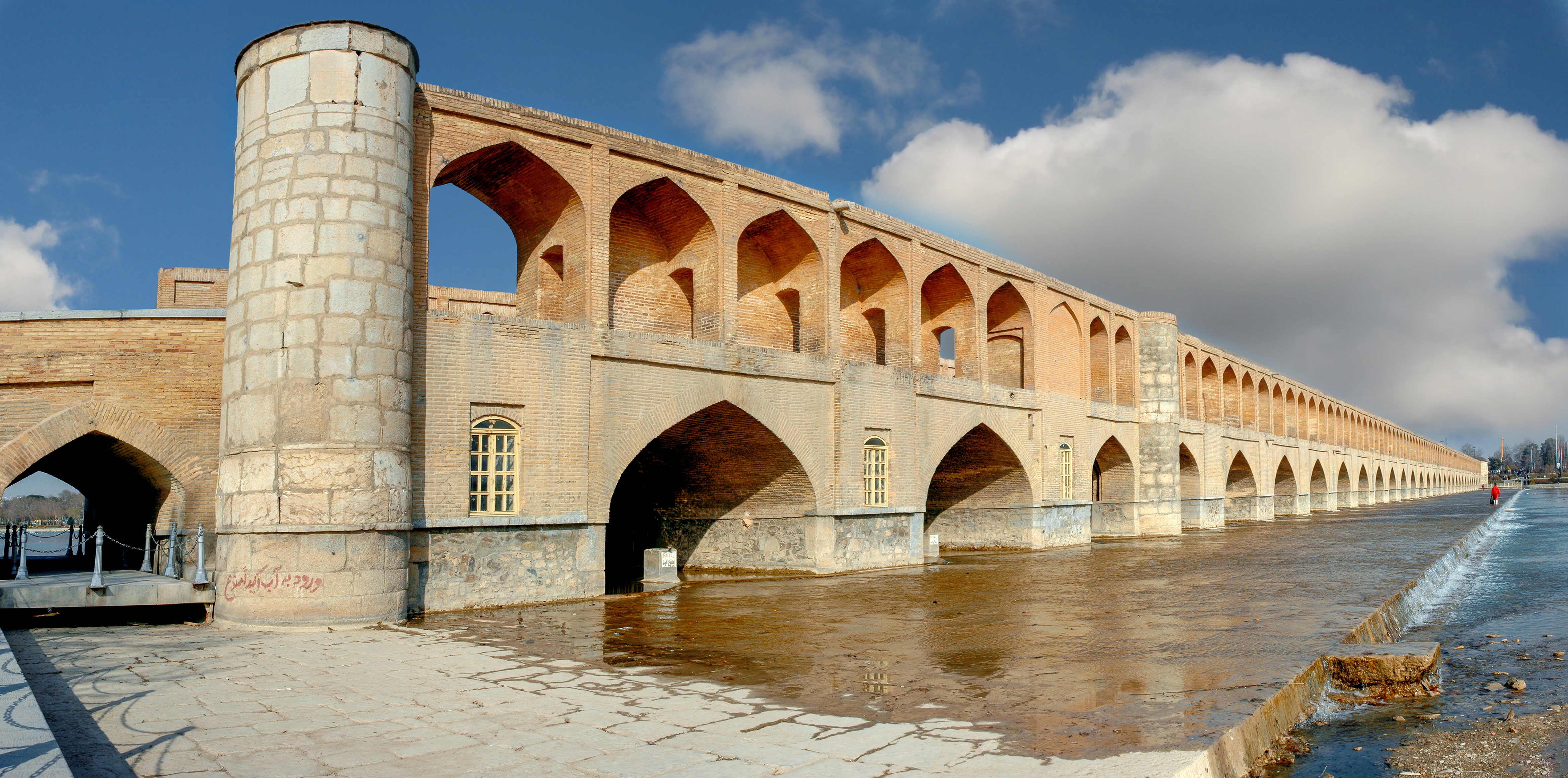
三十三孔桥 ，伊斯法罕的桥梁之一

传统的波斯建筑保持了连续性，尽管暂时因内部政治冲突或外国入侵而分散注意力，但仍然实现了明确无误的风格。 
20世纪波斯建筑学者阿瑟·波普这样形容波斯建筑：“没有任何琐碎的建筑，即使是花园亭阁也有高贵和威严，最不起眼的商队驿站也普遍具有魅力。在表现力和交流性上，大多数波斯建筑都是明朗的，甚至是富于表现力的。形式的强度和简单性的结合提供了直接性，而装饰和通常微妙的比例则奖励持续的观察。” 
根据学者纳德·阿尔达兰（Nader Ardalan）和拉莱·巴赫蒂亚尔（Laleh Bakhtiar）的说法，伊朗建筑的主导形成主题是它的宇宙象征，“通过它，人类可以与天堂的力量进行交流和参与”。

### 风格分类

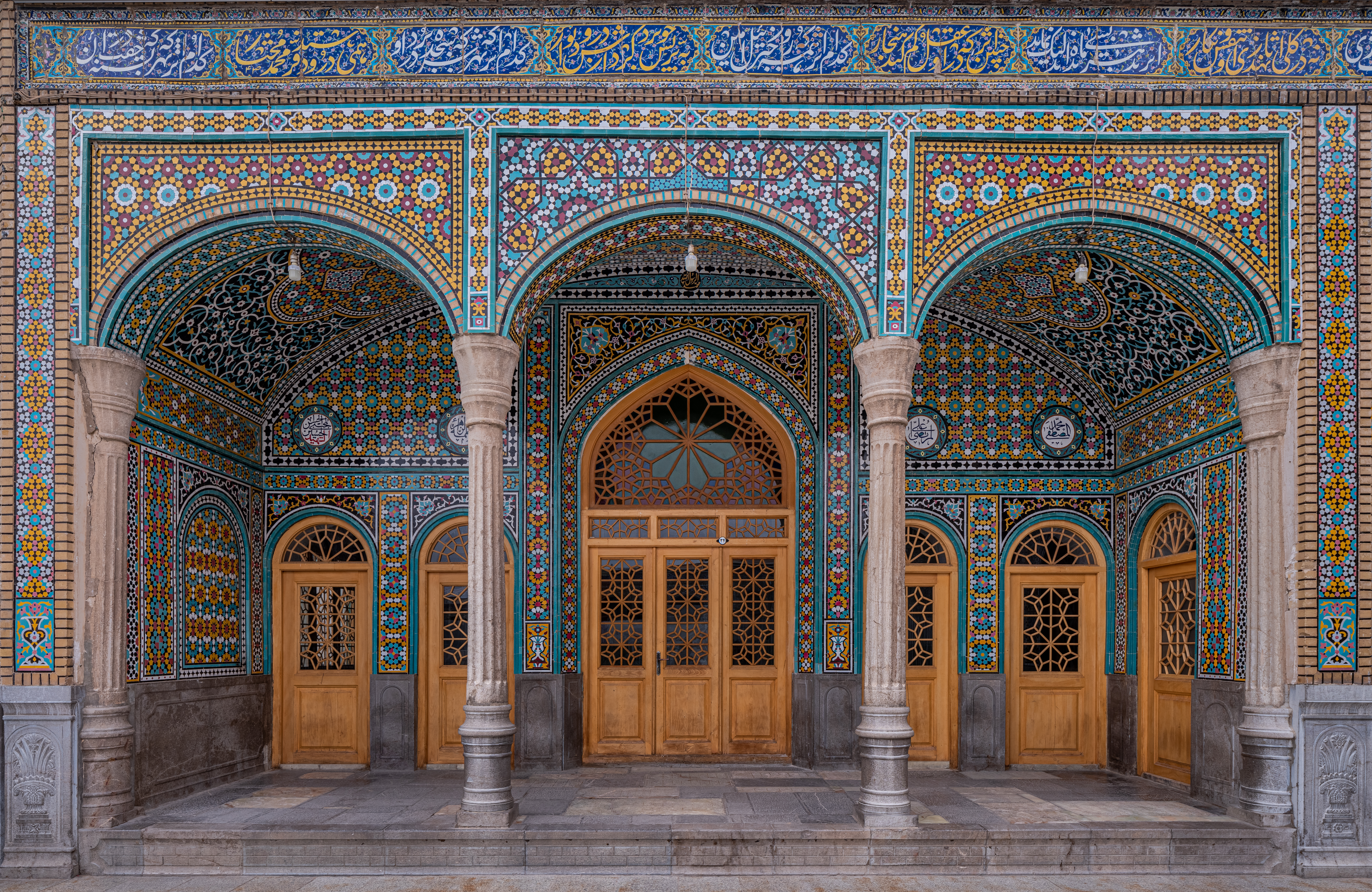
位于库姆的法蒂玛圣陵中的一间hujra （房间）

总的来说，穆罕默德·卡里姆·皮尔尼亚（Mohammad Karim Pirnia）将大伊朗传统建筑分为以下六个类别或风格（“sabk”） ：
- 琐罗亚斯德教：
  - 帕提亚风格（直到公元前三世纪）包括：
    - 前帕提亚风格（直到公元前八世纪），例如恰高·占比尔 ，
    - 米底风格（公元前八世纪至六世纪）
    - 阿契美尼德风格（公元前六世纪至四世纪）体现在建造用于统治和居住的壮观城市（如波斯波利斯、苏萨、埃克巴坦那）、为神明崇拜和社交聚会而建造的寺庙（如琐罗亚斯德教寺庙）以及为纪念逝世沙阿而建造的陵墓（如居鲁士大帝墓），

  - 帕提亚风格包括以下时代的设计：
    - 塞琉古时代，例如阿纳希塔神庙、马哈拉特、
    - 帕提亚时代，例如哈特拉、尼萨的皇家建筑群，
    - 萨珊时代，例如Ghal'eh Dokhtar 、 塔克基思拉宫 、比沙普尔、达尔班德（杰尔宾特）。
- 伊斯兰教：
  - 呼罗珊风格（公元 7 世纪末至 10 世纪末），例如纳因的贾梅清真寺和伊斯法罕聚礼清真寺，
  - 拉齐风格（从11世纪到蒙古入侵时期），包括以下时期的方法和设备：
    - 萨曼王朝时期，例如萨曼尼德陵墓，
    - 齐亚尔王朝时期，例如贡巴德·卡武斯高塔，
    - 塞尔柱时期，例如Kharraqan 塔，

  - 阿扎里风格（从 13 世纪末到 16 世纪萨法维王朝出现），例如苏丹尼耶、阿里沙清真寺、瓦拉明的贾梅清真寺、戈哈尔沙德清真寺、撒马尔罕的比比哈努姆清真寺、阿布达斯萨玛德墓、古尔-埃米尔清真寺、亚兹德聚礼清真寺
  - 伊斯法罕风格自 16 世纪开始贯穿萨法维王朝、阿夫沙尔王朝、赞德王朝和卡扎尔王朝，例如四十柱宫 、阿里卡普宫、 奥高勃佐尔格清真寺、沙阿清真寺、伊玛目广场的希克斯罗图福拉清真寺。

## 前伊斯兰建筑
前伊斯兰风格吸收了伊朗高原各个文明 3000 至 4000 年的建筑发展经验。而伊朗的后伊斯兰建筑则汲取了前伊斯兰建筑的灵感，具有几何和重复的形式，表面则用釉面瓷砖、雕花灰泥、砖砌图案、花卉图案和书法等进行了丰富的装饰。
伊朗被联合国教科文组织认定为文明的发源地之一。 
埃兰、阿契美尼德王朝、帕提亚王朝和萨珊王朝都创造了伟大的建筑，这些建筑随着时代的变迁而广泛传播到其他文化。尽管伊朗也遭受过不少破坏，包括亚历山大大帝烧毁波斯波利斯的决定，但仍然有足够的遗迹来描绘其古典建筑的图景。
阿契美尼德王朝进行了规模宏大的建设。他们所使用的艺术家和材料几乎来自当时世界上最大的国家的所有领土。帕萨尔加德树立了标准：它的城市布局为一座广阔的公园，有桥梁、花园、柱廊宫殿和开放式柱廊亭。帕萨尔加德与苏萨和波斯波利斯一起体现了“万王之王”的权威，后者的楼梯以浮雕形式记录了帝国边境的广阔范围。
随着帕提亚人和萨珊人的出现，新的形式出现了。萨珊王朝时期，帕提亚人的创新达到顶峰，出现了巨大的筒形拱顶房间、坚固的砖石圆顶和高大的柱子。这种影响将持续多年。
例如，阿拔斯王朝时期巴格达的城市设计为圆形，这说明它有波斯式的先例，如法尔斯省的菲鲁扎巴德。 曼苏尔聘请了两位设计师来规划这座城市：瑙巴赫特（Naubakht ），一位前波斯琐罗亚斯德教徒，他也认为这座城市的建立日期应该具有占星学意义，以及马沙拉·伊本·阿萨里（Mashallah ibn Athari） ，一位前来自大呼罗珊的犹太人。 
波斯波利斯、泰西封、锡亚尔克、帕萨尔加德、菲鲁扎巴德和阿尔盖巴姆的遗址让我们得以远距离一窥波斯人对建筑艺术的贡献。雄伟的萨珊城堡建于达吉斯坦的杰尔宾特（现为俄罗斯的一部分），是伊朗萨珊王朝最辉煌的建筑风格之一。自2003年起，萨珊城堡被列入俄罗斯联合国教科文组织世界遗产名录。

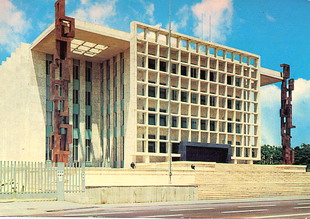
伊朗参议院大厦盖倫·吉艾将希拉里的理念运用到传统和现代建筑中，创造出一种全新的建筑风格。
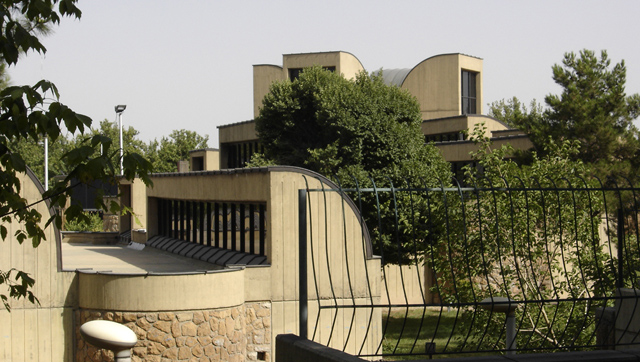
德黑兰当代艺术博物馆由卡姆兰·迪巴 (Kamran Diba) 设计，以巴德吉尔（Badgirs）等伊朗传统元素基础，但其螺旋式内部设计让人联想到弗兰克·劳埃德·赖特（Frank Lloyd Wright）的古根海姆（Guggenheim）。
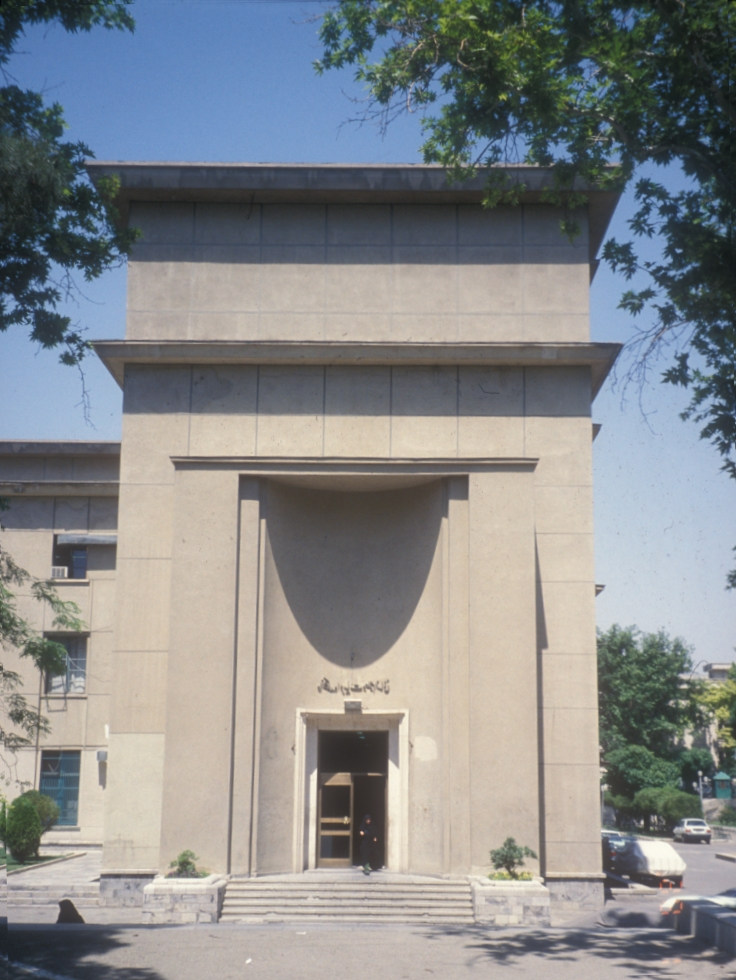
德黑兰大学社会科学学院波斯波利斯建筑的意图。

## 早期伊斯兰时期（7 至 9 世纪）
伊斯兰时代始于公元七世纪初阿拉伯地区在穆罕默德的领导下建立伊斯兰教。此后不久，阿拉伯穆斯林开始征服波斯，最终该地区被正统哈里发控制，公元 661 年后又被倭马亚哈里发控制。早期伊斯兰建筑深受拜占庭建筑和萨珊建筑的影响。倭马亚建筑（661-750）吸收了这些传统的元素，将它们融合在一起，并使其适应新的穆斯林赞助者的要求。  
750 年，倭马亚王朝被推翻，阿拔斯王朝取而代之，哈里发的政治中心进一步向东转移到新首都巴格达，即今天的伊拉克。部分由于这个原因，阿拔斯王朝的建筑更多地受到了萨珊王朝建筑及其古代美索不达米亚根源的影响。  在 8 世纪和 9 世纪，阿拔斯王朝的权力和统一使其中心地带的建筑特色和创新迅速传播到受其影响的伊斯兰世界的其他地区，包括伊朗。 
倭马亚王朝时期的建筑特色，如拱顶、雕花灰泥和彩绘墙壁装饰，在阿拔斯王朝时期得到了延续和发展。 四心拱是尖拱的一种更为复杂的形式，最早见于 9 世纪伊拉克萨迈拉的阿拔斯王朝纪念碑，如塔克基思拉宫。  它在后来的伊朗建筑中被广泛应用。 萨迈拉还出现了新的装饰风格，将早期萨珊和拜占庭传统的植物图案转化为更抽象和风格化的形式，所谓的“斜面”风格就是一个例子。这种风格随后传播到包括伊朗在内的其他地区。 

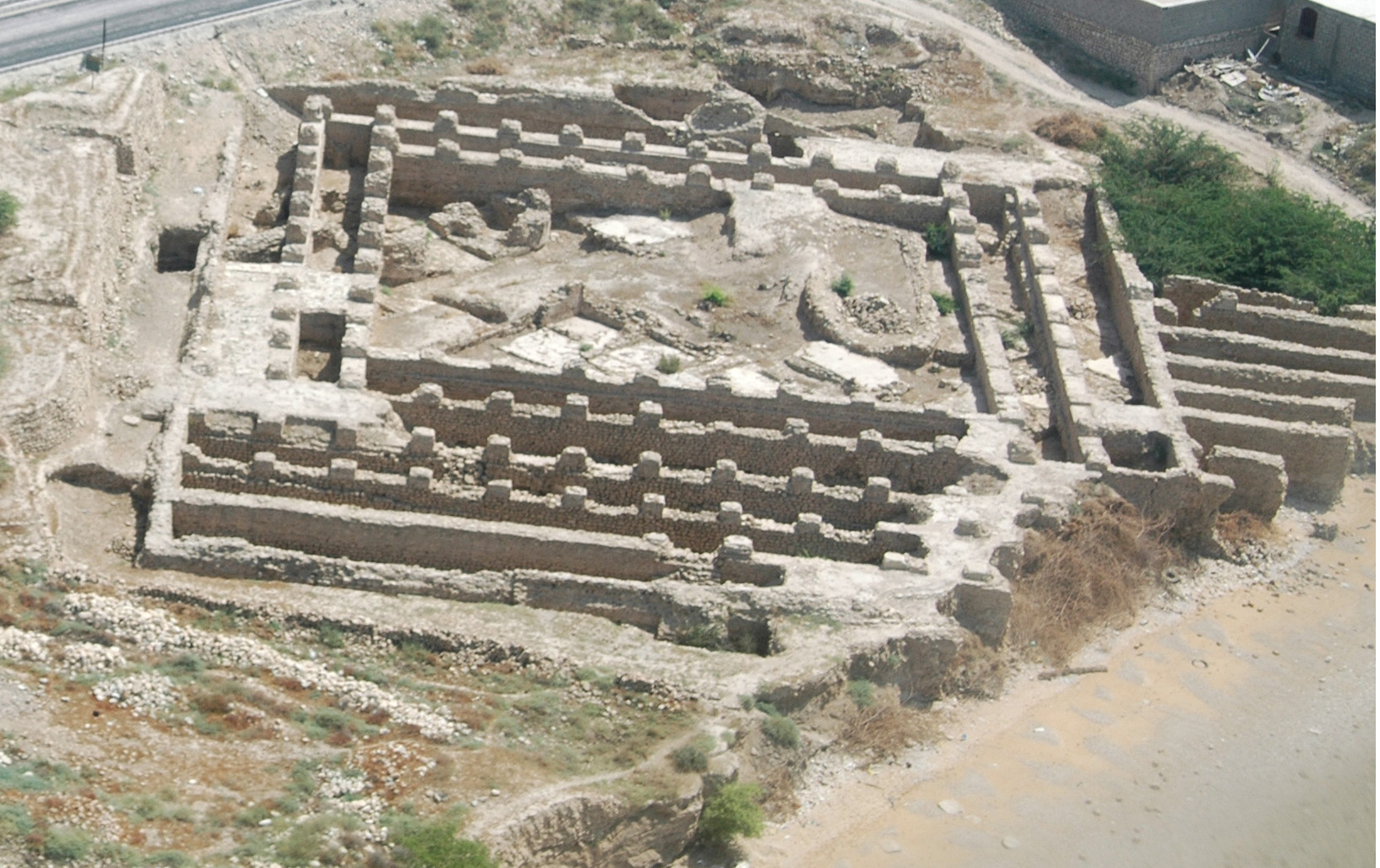
西拉夫贾梅清真寺遗址（9 世纪）

## 区域风格的出现（10至11世纪）

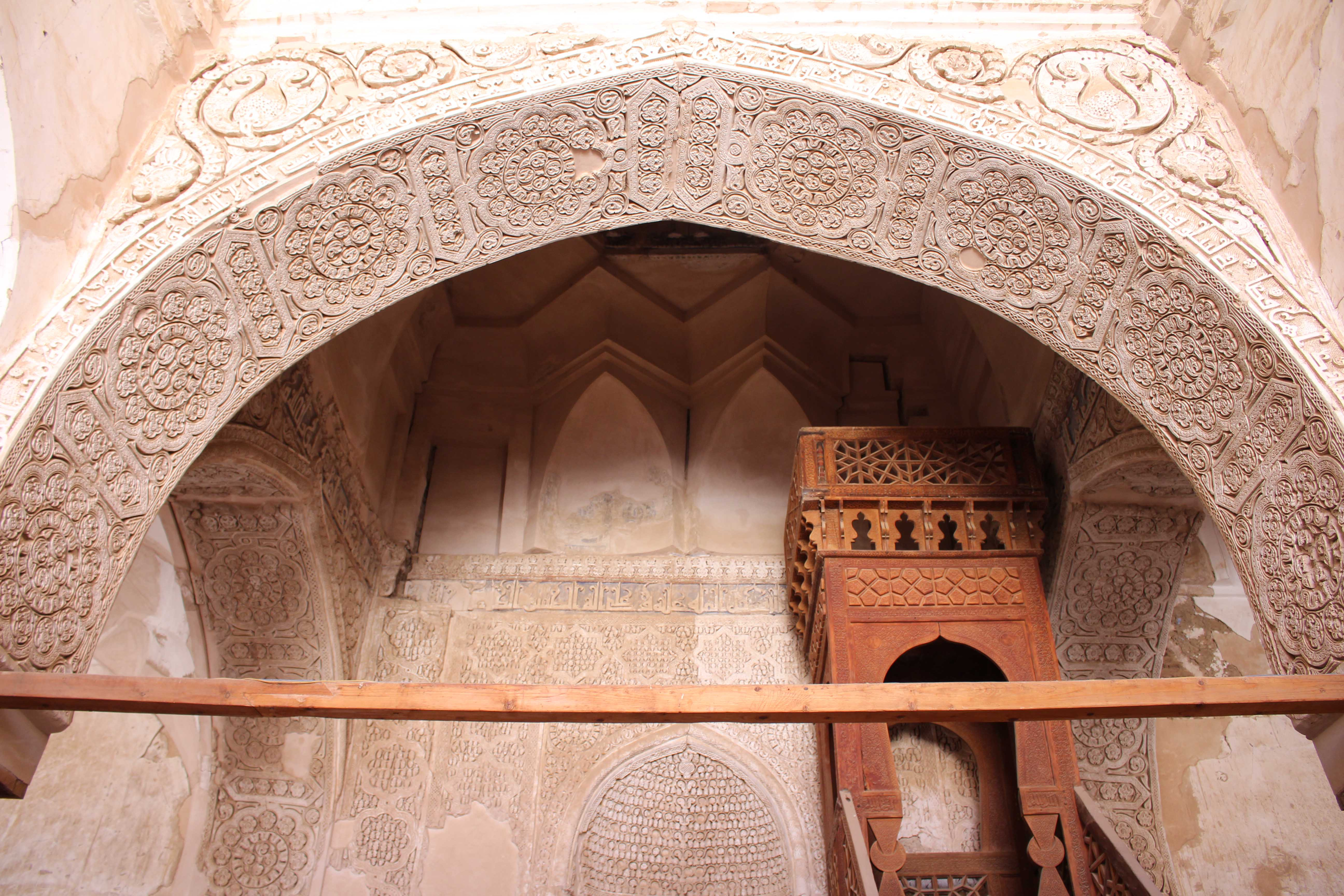
纳因贾梅清真寺内的灰泥装饰（10 世纪）

阿拔斯王朝在其权力达到顶峰之后，于 9 世纪和 10 世纪分裂为几个地方国家，这些国家形式上服从巴格达的哈里发，但事实上是独立的。 到公元 10 世纪，伊朗和中亚出现了许多地方和区域王朝：伊拉克和伊朗中部由白益王朝控制，伊朗北部由巴文德王朝和齐亚尔王朝统治，东北部的呼罗珊和河中地区由萨曼王朝统治，不久之后，中亚也兴起了其他王朝。 

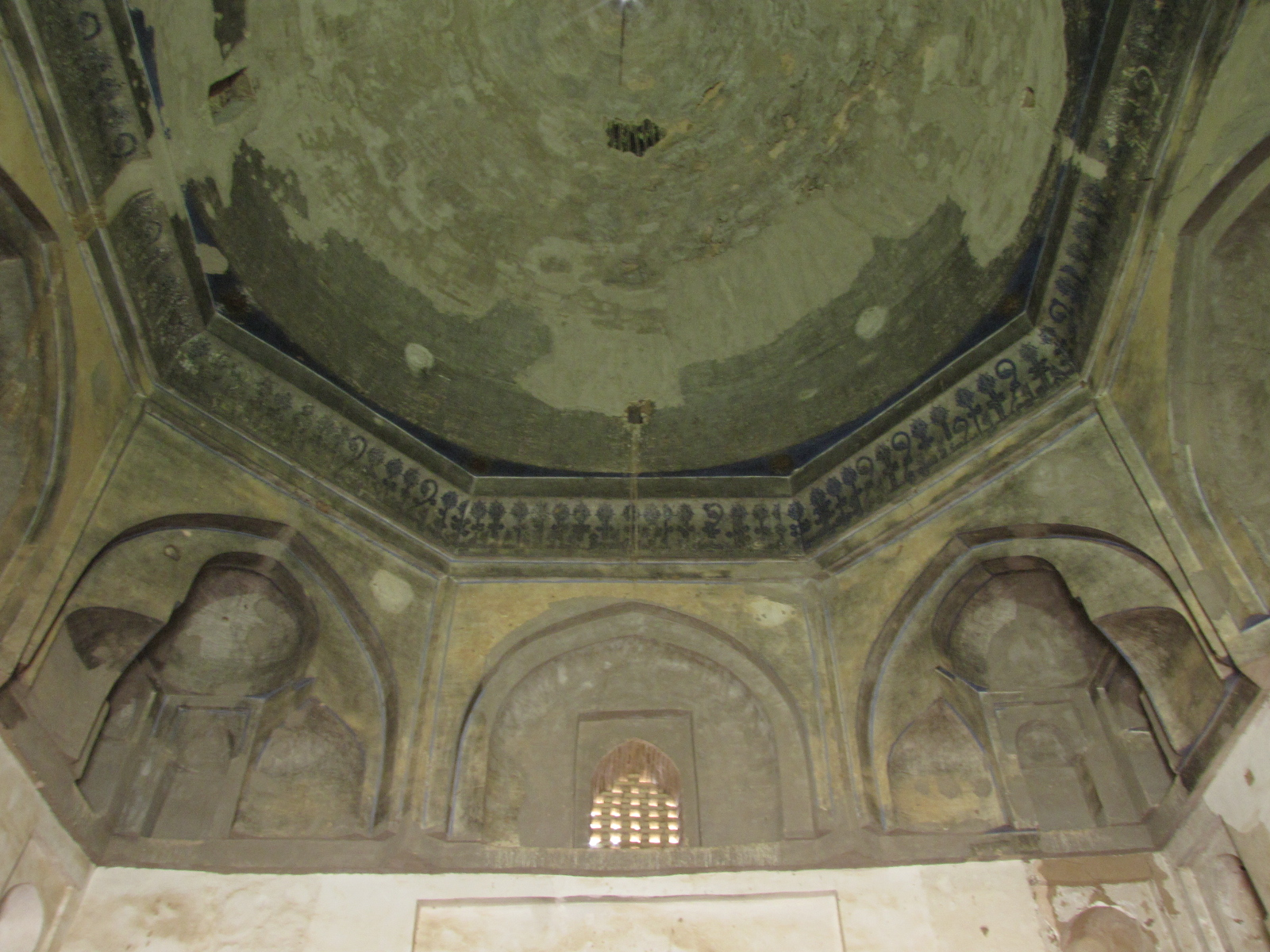
亚兹德杜瓦兹达伊玛目陵墓内的穆卡尔纳斯斜视的早期例子（1037-8 年）

正是在这一时期，随后的伊朗和中亚建筑的许多独特特征首次出现，包括使用烧砖进行建筑和装饰，使用釉面瓷砖进行表面装饰，以及从斜拱发展而来的钟乳石檐口 （三维几何拱顶）。多柱式清真寺继续被建造，也有证据表明出现了多圆顶清真寺，尽管大多数清真寺在后来被改建或重建。 纳因的贾梅清真寺是伊朗现存最古老的清真寺之一，保留了这一时期的一些保存最完好的特色，包括装饰性的砖砌结构、库法体铭文，以及丰富的灰泥装饰，其中的藤蔓卷轴和茛苕叶图案借鉴了萨迈拉早期的风格。  

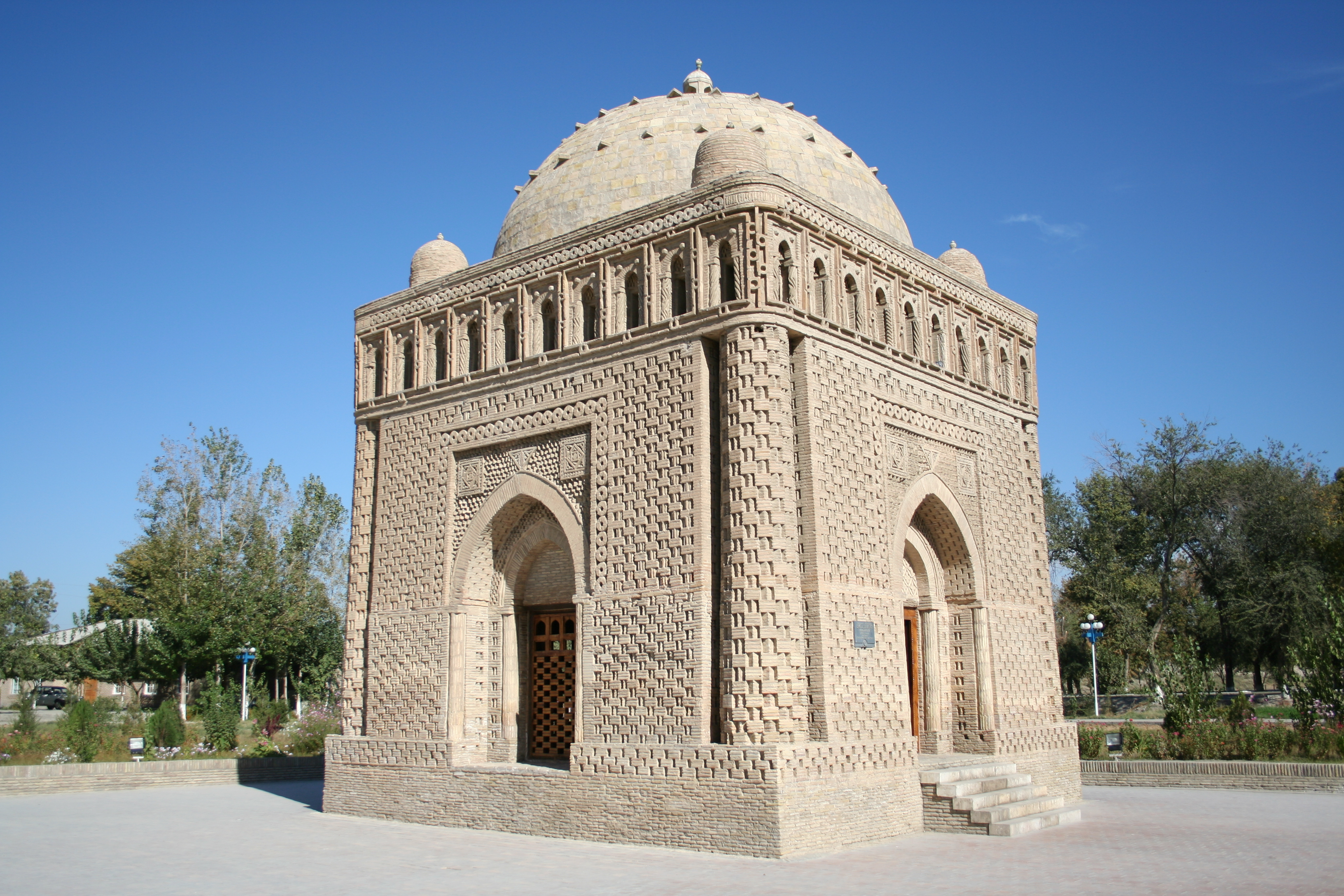
布哈拉的萨曼王朝陵墓（10 世纪），伊斯兰世界最古老的纪念性陵墓之一。

10 至 11 世纪兴起的另一个重要的建筑趋势是陵墓的发展，陵墓首次采用了纪念碑的形式。陵墓的一种类型是墓塔，如贡巴德卡布斯陵墓（约 1006-7 年），而另一种主要类型是圆顶方形陵墓，如布哈拉的萨曼尼德王朝陵墓（943 年之前）。  

## 塞尔柱时代（11 至 13 世纪）
从公元 8 世纪起，突厥民族开始向西迁移，穿过中亚到达中东，最终皈依伊斯兰教并成为该地区的主要力量。其中最重要的是塞尔柱土耳其人，他们在 11 世纪建立了塞尔柱帝国，征服了整个伊朗以及中亚和中东的其他大片领土。 

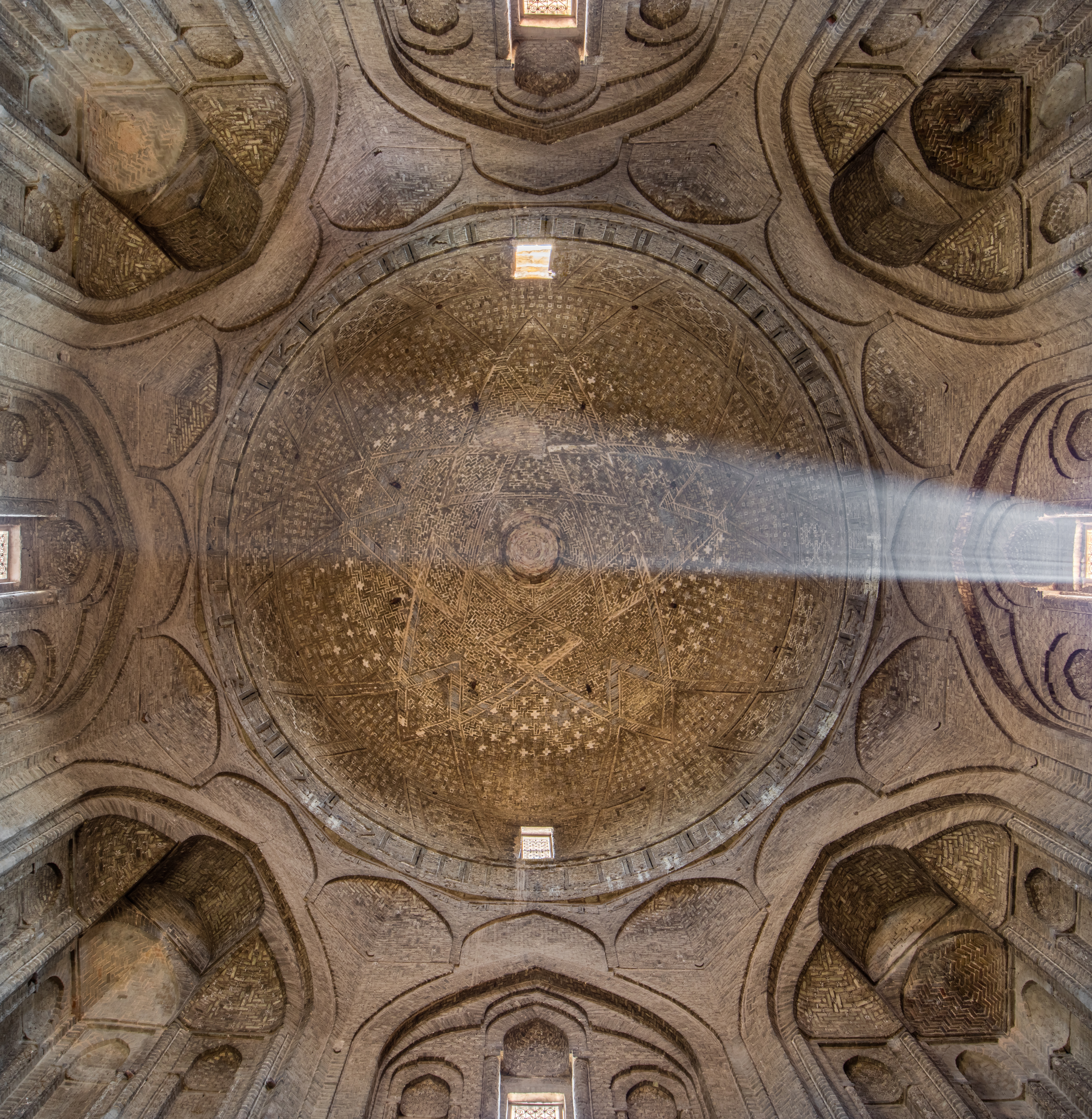
伊斯法罕聚礼清真寺北部圆顶房间，于 1088-89 年在泰姬陵穆尔克的赞助下修建

虽然塞尔柱王朝的鼎盛时期是短暂的，但它代表了伊朗和中亚伊斯兰艺术和建筑史上的一个重要标杆，开创了赞助和艺术形式的扩展。  塞尔柱建筑遗产的大部分在 13 世纪蒙古入侵期间被毁。 尽管如此，与塞尔柱王朝之前的伊朗相比，塞尔柱时期幸存的纪念碑和文物数量更多，使得学者们能够更深入地研究这个时代的艺术。  与塞尔柱人同时代的几个邻近的王朝和帝国，包括喀喇汗王朝、加兹尼王朝和古尔王朝，都修建了风格极为相似的纪念碑。因此，在塞尔柱王朝时期及其衰落时期（从 11 世纪到 13 世纪），大部分东部伊斯兰世界（伊朗、中亚和印度次大陆北部的部分地区）都共享一种普遍的建筑传统。  这一时期也被认为是中亚建筑的“古典”时代。 
塞尔柱大王朝时期最重要的宗教纪念碑是伊斯法罕的贾梅清真寺，该清真寺在 11 世纪末和 12 世纪初由多位塞尔柱王朝的赞助人进行了扩建和改建。 11 世纪末，这里又增添了两个大型且富有创新性的圆顶房间。大约在 12 世纪初，人们在庭院周围建起了 4 个大型伊万，从此形成了清真寺建筑中的四伊万平面结构。   四伊万规划很快就流行起来，并被应用于当时其他主要清真寺，包括阿尔德斯坦清真寺和扎瓦雷清真寺，以及世俗建筑。 它可能也被用作伊斯兰学校，这是当时引入的一种新建筑类型，尽管没有一所塞尔柱伊斯兰学校得到完好保存。 
建造大型商队旅馆是为了促进贸易并维护塞尔柱人在乡村的权威。它们通常由一栋外观坚固的建筑、巨大的入口门廊和被各种大厅（包括伊万）包围的内部庭院组成。一些值得注意的例子是，只有部分保存下来的里巴特马利克商队旅馆（约 1068-1080 年）和里巴特沙拉夫商队旅馆（12 世纪），分别位于河中地区和呼罗珊。   

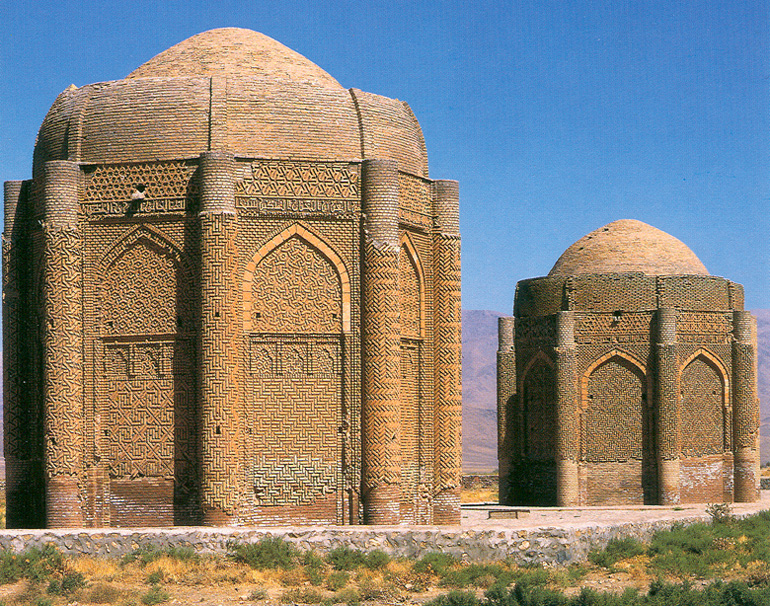
哈拉坎双塔或陵墓，建于 1068 年和 1093 年，位于加兹温附近

塞尔柱人还继续建造“塔墓”，这是伊朗早期的建筑类型，例如 1139 年在雷伊（今德黑兰南部）建造的托格尔塔。然而，更具创新性的是引入了具有方形或多边形平面图的陵墓，这后来成为纪念性陵墓的常见形式。早期的例子是加兹温（伊朗北部）附近的两座哈拉坎陵墓（1068 年和 1093 年），它们具有八角形，以及梅尔夫（今土库曼斯坦）的大型桑贾尔陵墓（约 1152 年），它有一个方形的底座。 
大约在同一时期，即公元 10 世纪末至 13 世纪初，突厥喀喇汗国统治着河中地区，并在布哈拉和撒马尔罕（今乌兹别克斯坦）建造了许多令人印象深刻的建筑。已知的喀喇汗纪念碑包括布哈拉的大清真寺，其中只有卡尔扬宣礼塔（约 1127 年）幸存下来，附近的瓦布肯特宣礼塔（1141 年），以及几座拥有宏伟正面的喀喇汗陵墓，如位于乌兹根（今吉尔吉斯斯坦）的 12 世纪下半叶的陵墓。 

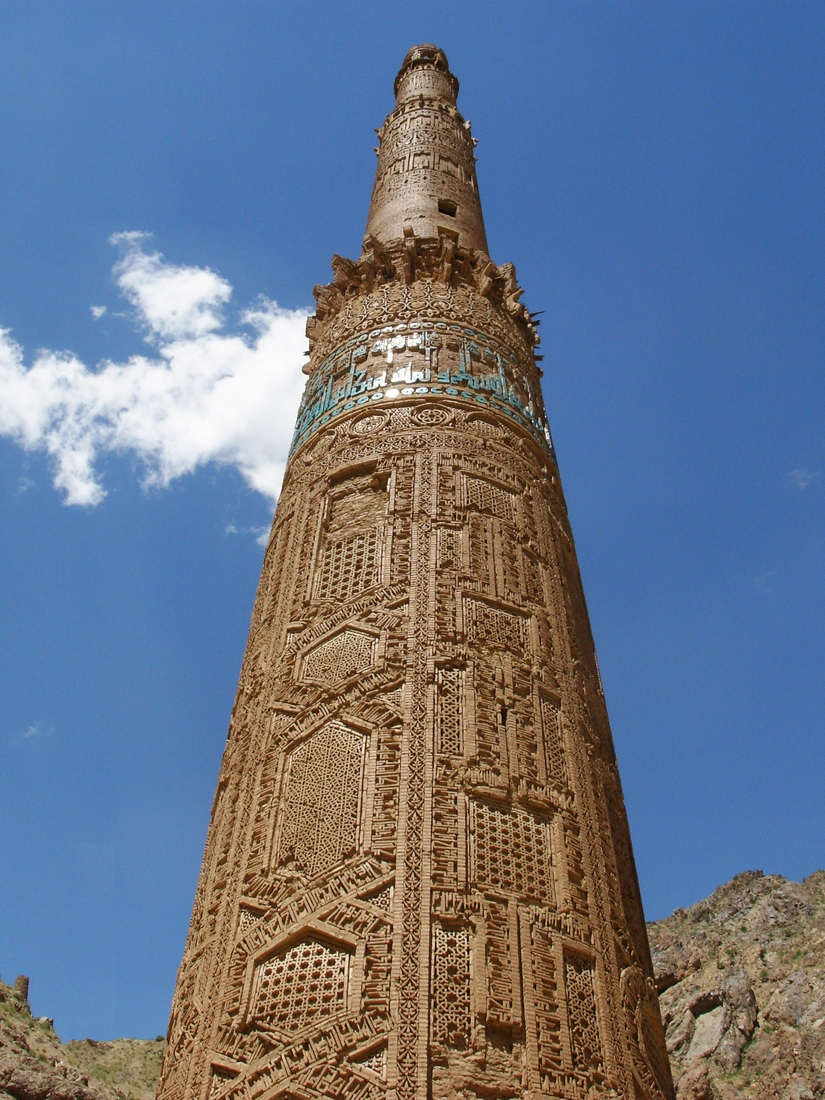
贾姆尖塔（12 世纪末），现今的阿富汗

再往东，第一个主要的突厥王朝是加兹尼王朝，该王朝于 10 世纪末独立，并统治着加兹尼（位于今阿富汗）。在12世纪下半叶，古尔王朝取代他们，成为从印度北部到里海沿岸地区的主要势力。  这两个王朝最著名的纪念碑是一些华丽的砖塔和尖塔，它们作为独立的建筑保存下来。其确切功能尚不清楚。其中包括加兹尼附近的马斯欧德三世塔（12 世纪初）和古尔王朝建造的贾姆尖塔（12 世纪末），也位于今阿富汗。  
随着塞尔柱帝国在 12 世纪的衰落，其他各个王朝（通常也是突厥起源）建立了较小的国家和帝国。在伊朗和中亚，曾经是塞尔柱人和哈拉契丹附庸的花剌子模沙王朝利用这一点扩大了他们的权力，建立了花剌子模帝国。他们占领了该地区大部分地区，并于 13 世纪初征服了古尔王朝，但不久又被蒙古人入侵。 花剌子模帝国前都城库尼亚乌尔根奇（位于今土库曼斯坦）保留了花剌子模帝国时期（12 世纪末和 13 世纪初）的多处古迹，包括所谓的法赫尔丁·拉齐陵墓（可能是伊尔阿尔斯兰之墓）和苏丹特克什陵墓。  

## 伊儿汗国（13 至 14 世纪）

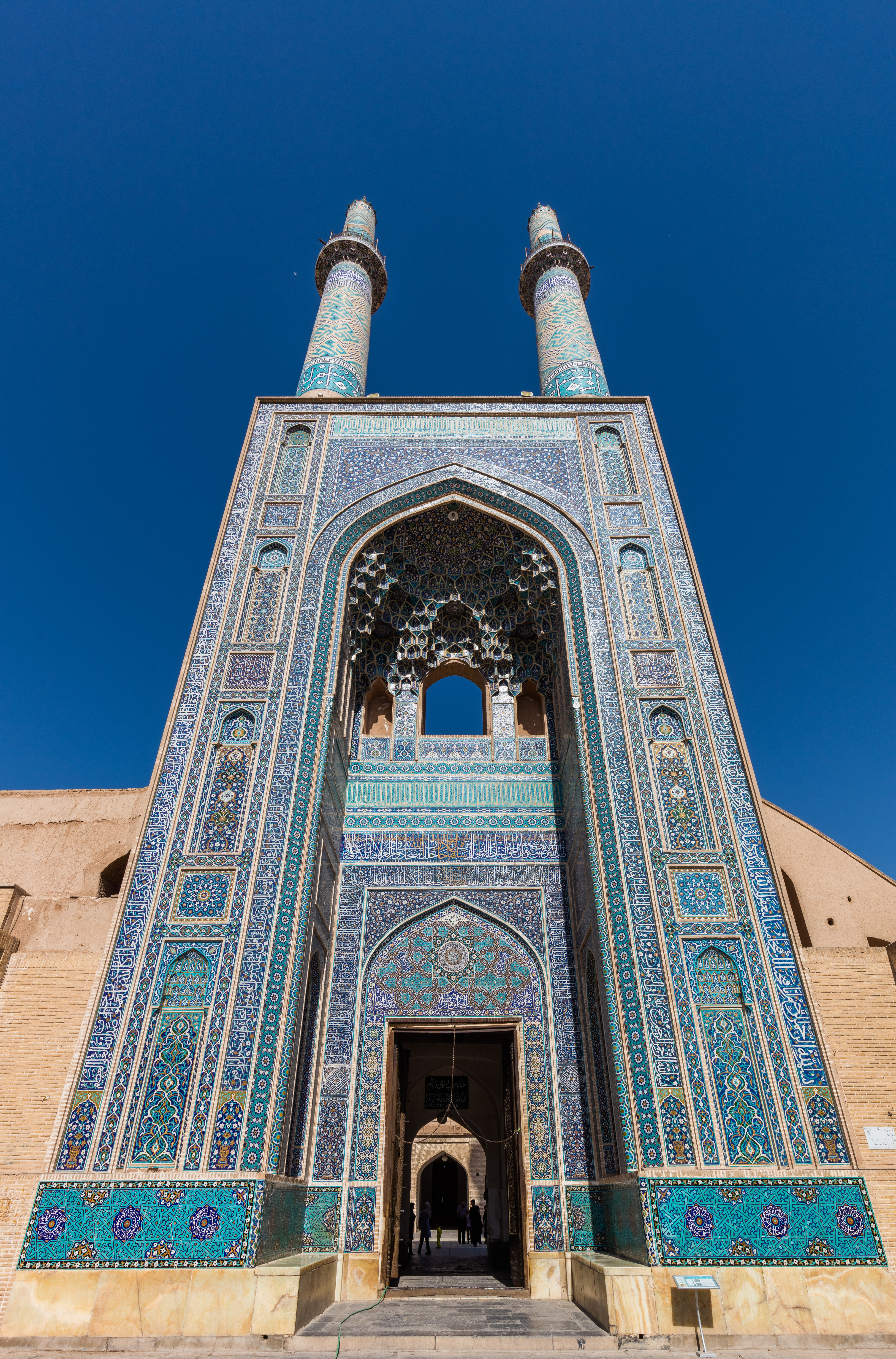
亚兹德贾梅清真寺的入口门廊，带有穆卡尔纳斯拱顶、双尖塔和瓷砖装饰，伊尔汗王朝时期（14 世纪）

从 13 世纪到 16 世纪初，伊朗和中亚分别处于蒙古征服者成吉思汗的两个主要王朝，即伊儿汗国（1256 年 - 1353 年）和帖木儿汗国（1370 年 - 1506 年）的控制之下。这一时期，伊朗修建了一些伊斯兰世界规模最大、最雄心勃勃的纪念碑。 伊儿汗国最初是传统的游牧蒙古人，但在 13 世纪末，合赞汗（統治時期 1295–1304伊儿汗国。統治時期 1295–1304）皈依伊斯兰教，推动了伊朗文化和经济的复兴，其中城市伊朗文化发挥了首要作用。伊儿汗国的附庸国，例如穆扎法尔王朝和札剌亦儿王朝，也赞助了新建筑。 

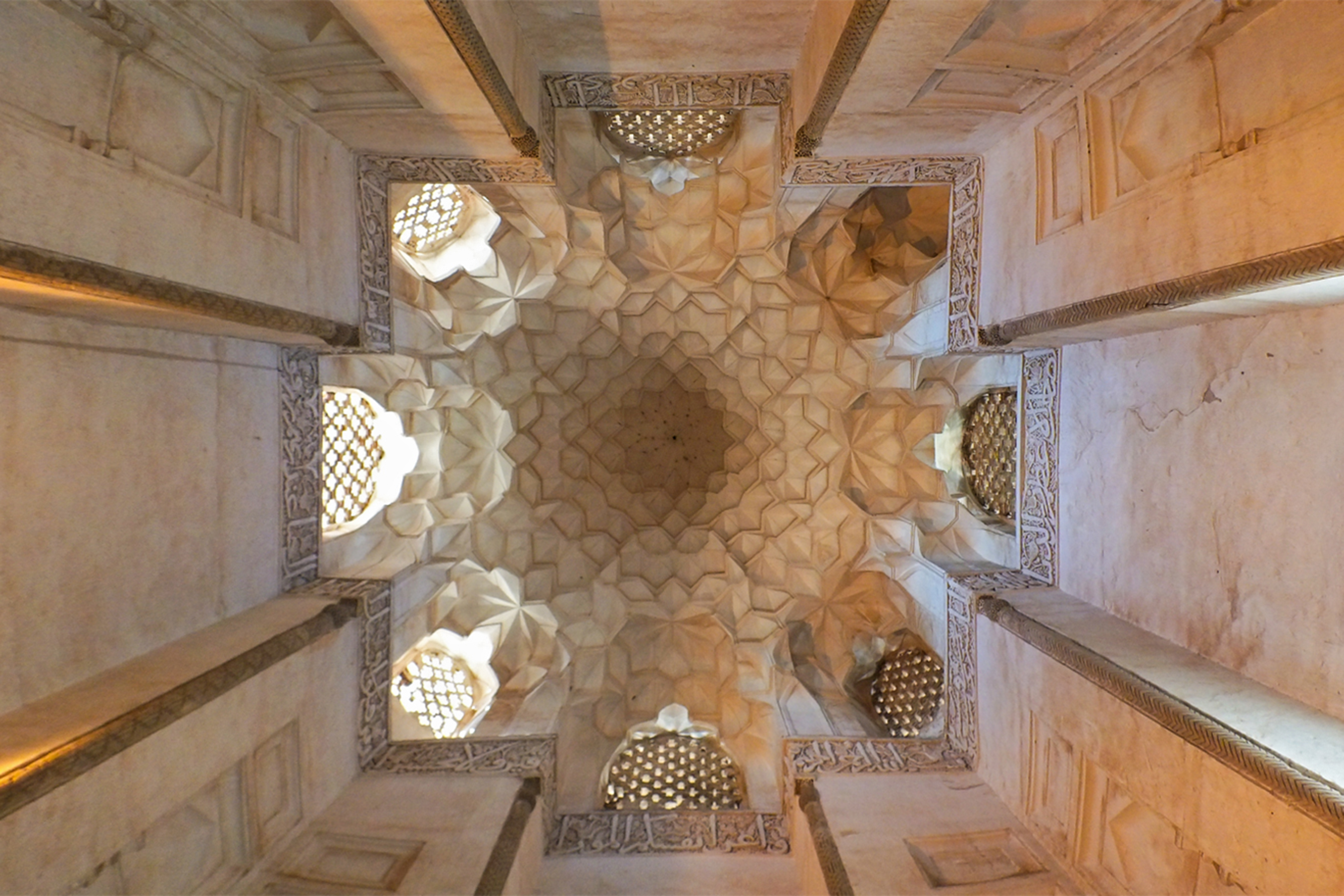
纳坦兹谢赫阿卜杜勒萨马德陵墓内的穆卡纳斯圆顶（1307-8 年）

伊尔汗王朝的建筑体现了早期伊朗的传统。特别是，人们更加关注室内空间及其组织方式。房间建得更高，采用横向拱顶，墙壁开有拱门，以便让更多的光线和空气进入室内。 以前，穆卡纳斯仅用于覆盖有限的过渡元素，如内角拱，现在则用于覆盖整个圆顶和拱顶，以达到纯粹的装饰效果。例如，纳坦兹的阿卜杜勒·萨马德墓（1307-8 年）内部覆盖着一个精致的灰泥圆顶，该圆顶悬挂在建筑屋顶的金字塔形穹顶下方。 

## 帖木儿王朝（14 至 15 世纪）
帖木儿帝国是由帖木儿( 統治時期 1370–1405，他见证了另一场文化复兴。帖木儿建筑延续了伊尔汗建筑的传统，再次建造了规模宏大、装饰华丽的纪念碑，但他们也改进了以前的设计和技术。 帖木儿统治者从他们征服的领土招募最好的工匠，甚至强迫他们迁往帖木儿首都。 
砖继续被用作建筑材料。为了在大块砖面上覆盖彩色装饰，人们采用了班纳技术，以相对较低的成本制作几何图案和库法体铭文，而更昂贵的瓷砖马赛克则继续用于制作花卉图案。 外墙最好铺瓷砖，内墙则可以用雕花或彩绘的灰泥覆盖。 

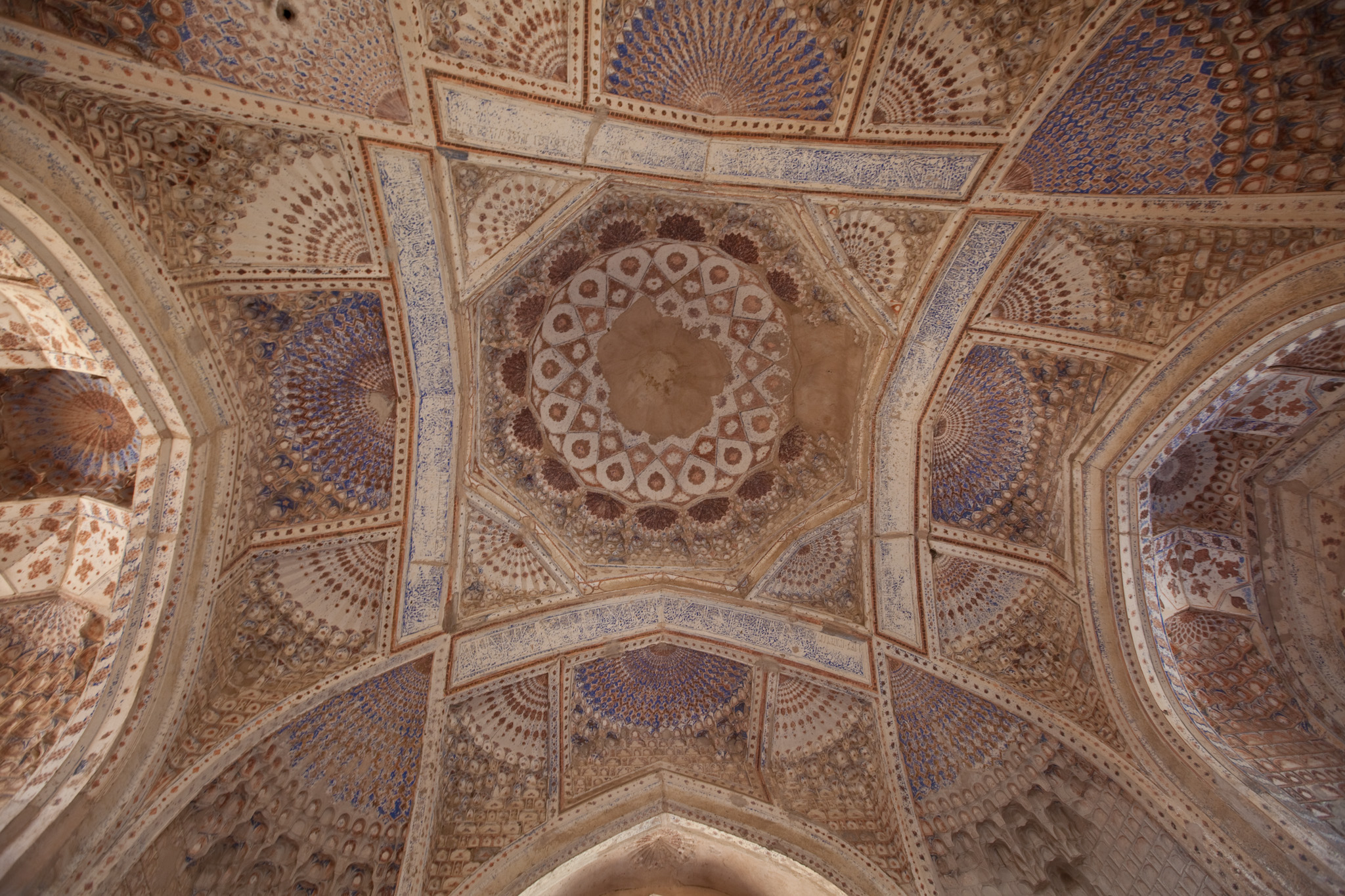
赫拉特Gawhar Shad 陵墓内部的拱顶（15 世纪初）

帖木儿王朝最重要的创新之一是更为复杂和流畅的几何拱顶排列。  大拱顶通过相交的肋骨分成几个较小的拱顶，然后可以进一步细分或填充muqarnas和其他类型的装饰。 Muqarnas本身也变得更加复杂，它使用更小的单个细胞来创建更大的三维几何图形。通过在拱顶的不同部分之间交替使用一种装饰类型或图案，可以实现视觉平衡。通过将这些拱顶技术与十字形平面相结合，并用开放式拱门和窗户打破支撑墙的坚固体积，圆顶、斜拱和墙壁之间的严格分界被打破，从而可以创造出无限多样、精致的室内空间。 
保存最为完好的帖木儿古迹位于呼罗珊和河中地区及其周边的城市，包括撒马尔罕、布哈拉、赫拉特和马什哈德。 帖木儿自己的纪念碑以其规模而闻名；值得注意的是位于撒马尔罕的比比哈努姆清真寺和古尔阿米尔陵墓，以及位于沙赫尔萨布兹的雄伟但现已毁坏的阿克萨拉伊宫。 古尔阿米尔陵墓和比比哈努姆清真寺以其奢华的室内和室外装饰、雄伟的门廊和突出的圆顶而闻名。圆顶由高大的圆柱形鼓状物支撑，具有尖形凸起的轮廓，有时带有凹槽或肋状物。 

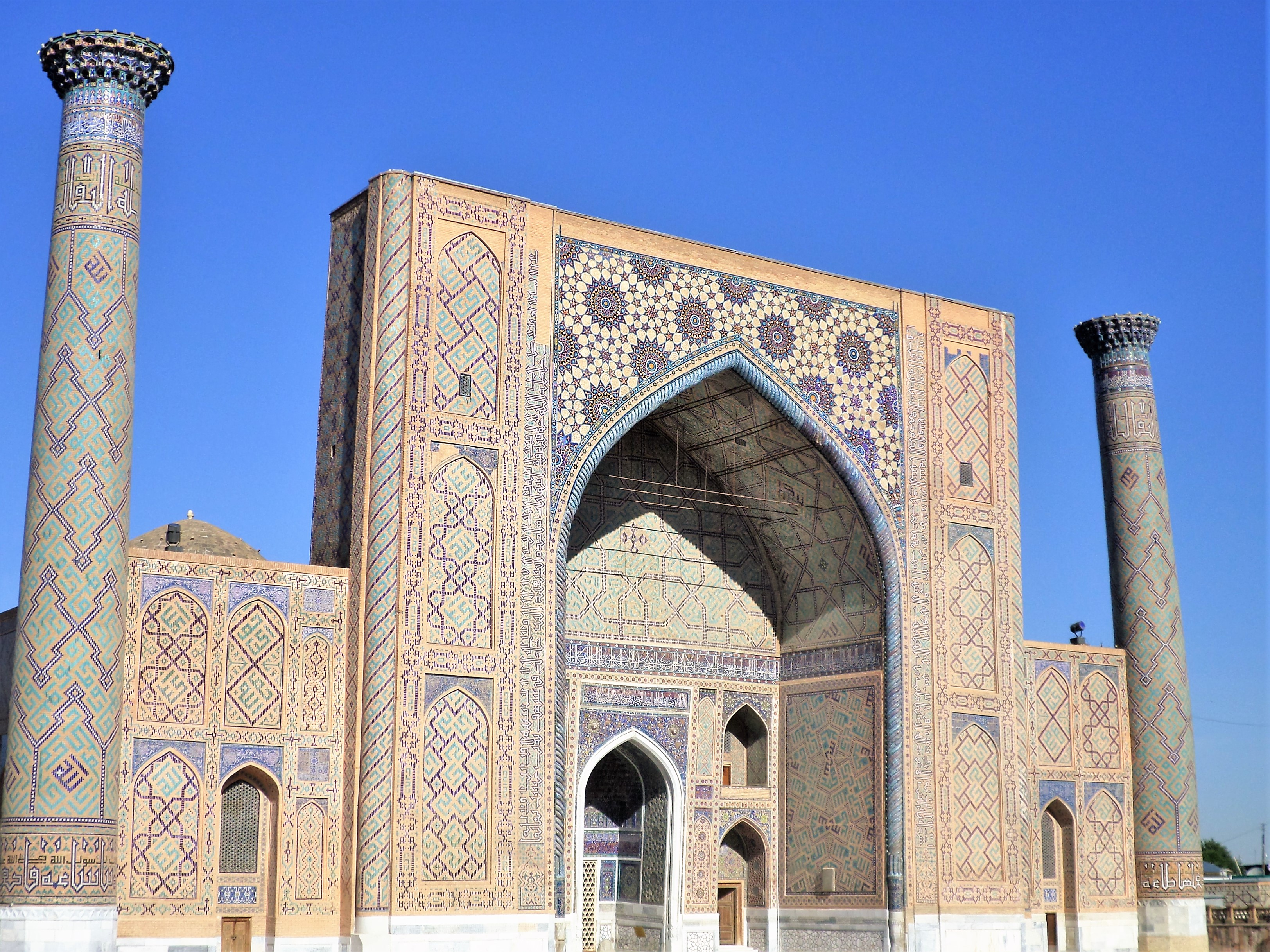
撒马尔罕雷吉斯坦广场上的乌鲁贝格经学院正面（1417–1420 年）

帖木儿的继任者们修建的陵墓规模略小，但得到了帖木儿儿子沙哈鲁（統治時期 1405–1447在位）之妻高高哈尔绍德（Gawhar Shad）的赞助，帖木儿王朝的建筑在 15 世纪上半叶达到了顶峰。 她的纪念碑主要分布在马什哈德和赫拉特 ，但自19世纪以来，一些纪念碑已被毁坏或严重受损，包括她的陵墓和清真寺建筑群（1417-1438 年）。尽管如此，陵墓内幸存的一些拱顶和装饰仍然显示出其原始的品质。 
在乌鲁伯格( 統治時期 1447–1449，撒马尔罕的雷吉斯坦广场首次被改建成类似今天样子的纪念性建筑群。他在广场周围修建了三座建筑，其中只有乌鲁贝格经学院（1417-1420 年）保存至今（后来在广场周围又修建了另外两座纪念性建筑），其正面很大，装饰丰富多样。 
帖木儿的赞助在整个伊斯兰世界的艺术和建筑史上具有重要意义。国际化的帖木儿风格最终融入了西方崛起的奥斯曼帝国的视觉文化， 而在东方，它则通过帖木儿的后裔莫卧儿人传入了印度次大陆。 

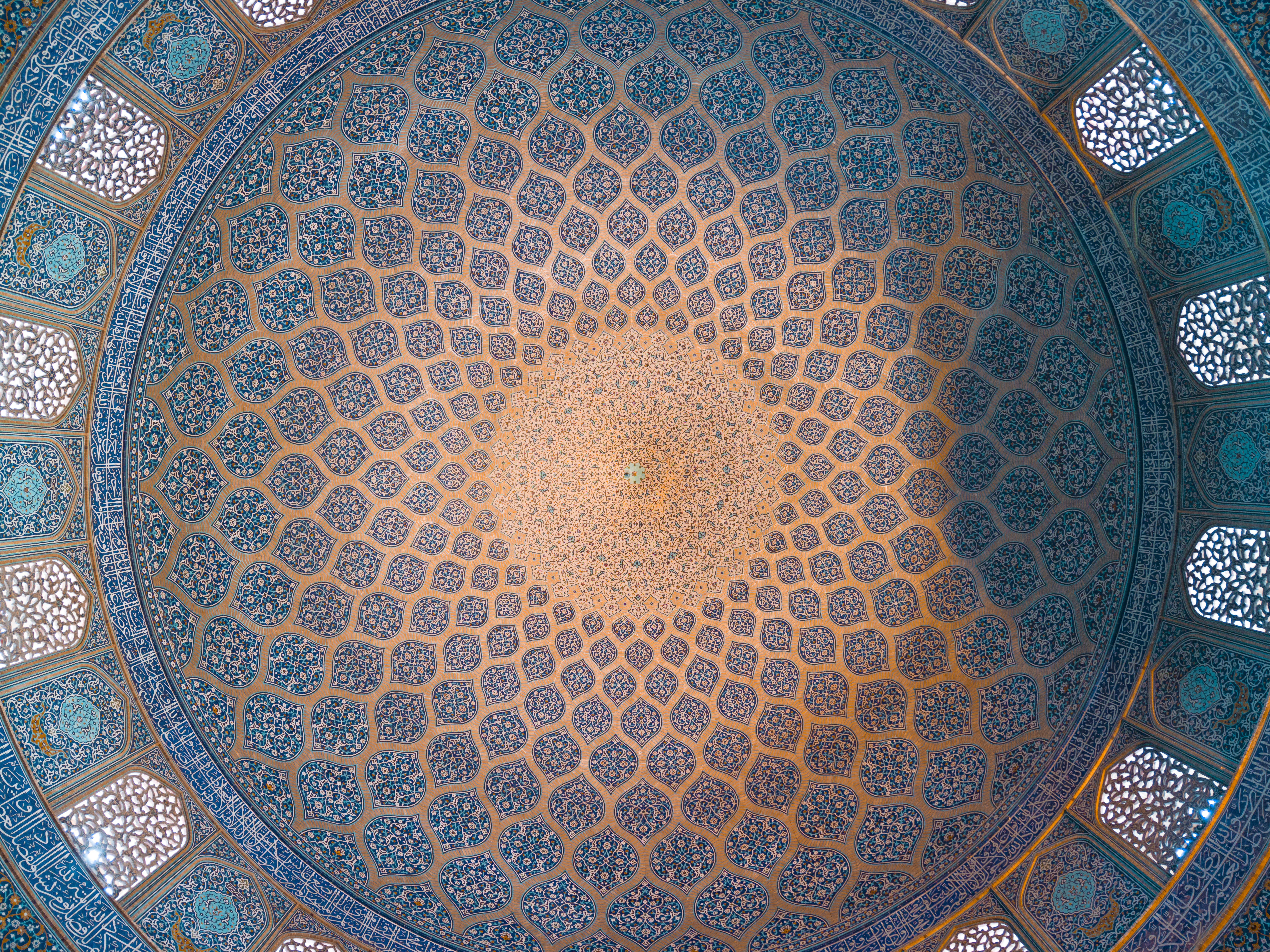
伊斯法罕谢赫鲁特法拉清真寺圆顶内部（1603–1619 年）

## 萨法维王朝和乌兹别克王朝（16 至 18 世纪）
萨法维王朝于 16 世纪建立了庞大的什叶派帝国，统治着整个伊朗和一些邻近地区，萨法维王朝最初继承了帖木儿的建筑传统。为了将这一传统融入新的帝国风格，萨法维建筑师将其推向了更宏伟的规模。 萨法维建筑在一定程度上简化了帖木儿建筑，创造了大型建筑群，这些建筑群围绕更静态、固定的视角排列，看起来更具仪式性，建筑外观更统一，拱顶设计更流线型。  同时，这些建筑都经过精心规划，往往采用开放式布局，方便人们欣赏。 最具特色的装饰是规模宏大的瓷砖马赛克。装饰程序通常会掩盖而不是突出建筑的结构设计。  萨法维风格在伊斯法罕形成，随后传播到帝国的其他地区。 

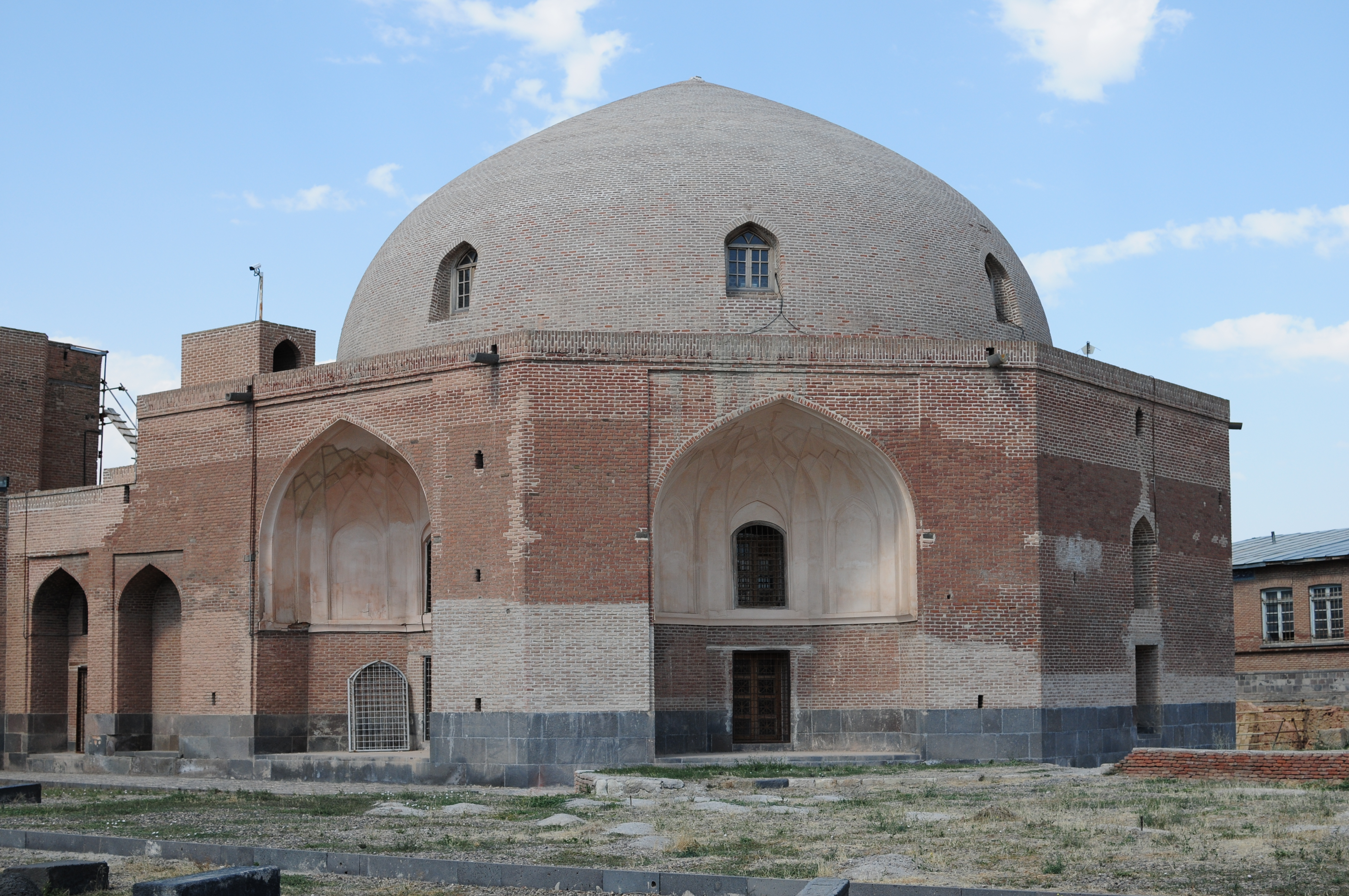
天堂寺（16 世纪）外观，这是萨法维王朝早期的建筑，由塔赫玛斯普一世增建于阿尔达比勒的谢赫萨菲丁圣陵建筑群中

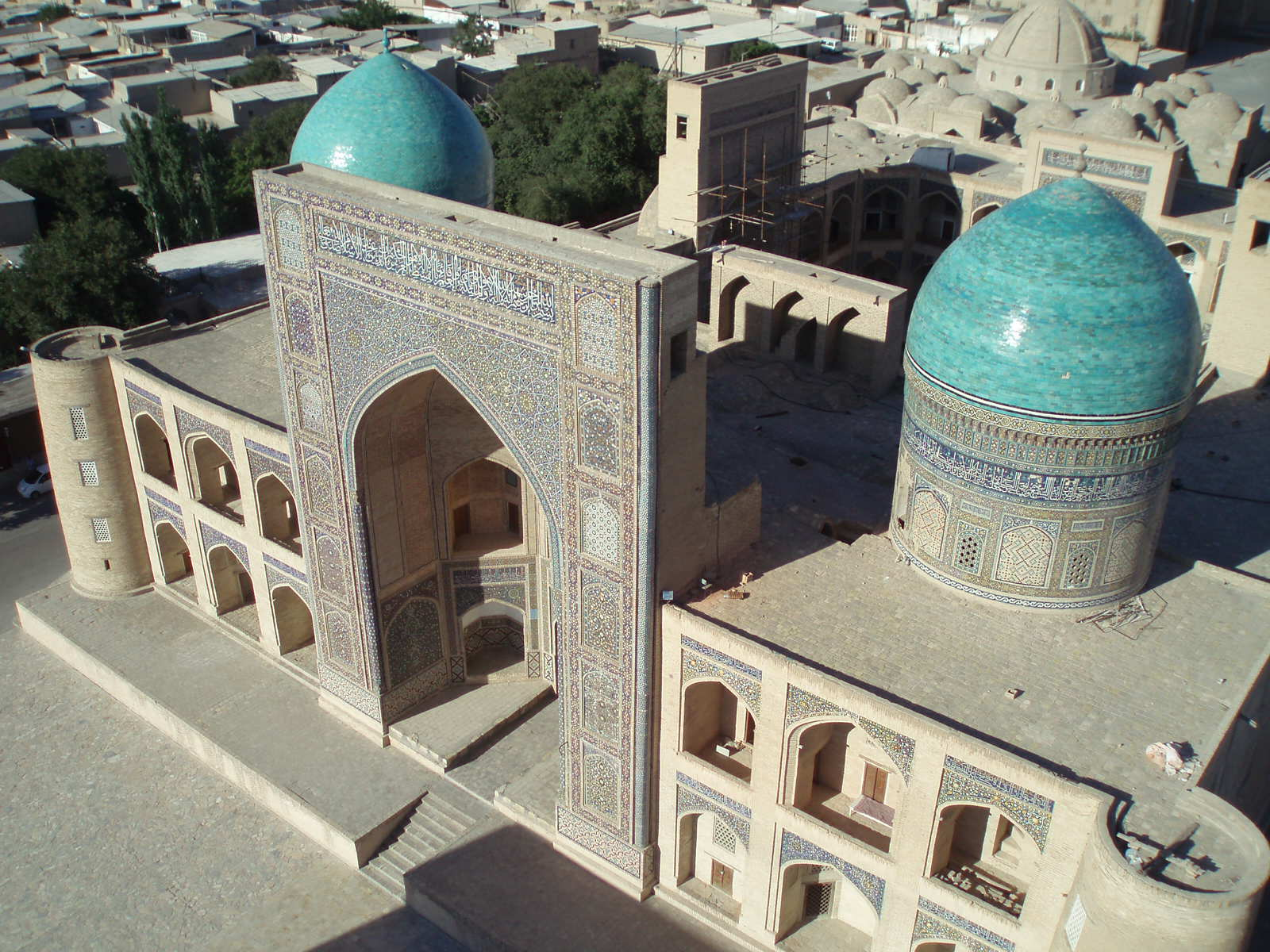
布哈拉的米尔-阿拉伯宗教学校，建于 16 世纪初昔班尼王朝时期

### 萨法维王朝时期的伊斯法罕
阿拔斯一世将伊斯法罕定为首都，并开始了萨法维时期最雄心勃勃的建设计划。因此，保存下来的萨法维时期的大部分古迹都集中在这座城市。阿拔斯一世将城市的政治和经济中心从传统的旧贾梅清真寺附近迁至南部扎因德河附近的新区域，并在那里建立了一个新的规划城市。它包括一个庞大的大巴扎，两侧林立着商队旅馆，通过一个巨大的门户可以通往一个巨大的矩形公共广场，即Maidan-i Shah 或 Naqsh-e Jahan ，建于 1590 年至 1602 年间。  整个广场被两层的拱廊环绕，象征着阿拔斯一世立志成为世界舞台上最伟大君主之一的雄心。除了集市的大门外，广场两侧中间还有另外三座建筑：希克斯罗图福拉清真寺（1603-1619 年）、沙阿清真寺（1611-约1630），以及阿里卡普（Ali Qapu） ，这是一座宫殿大门和亭子，始建于约1597建于阿拔斯二世时期，约1660年完工。  

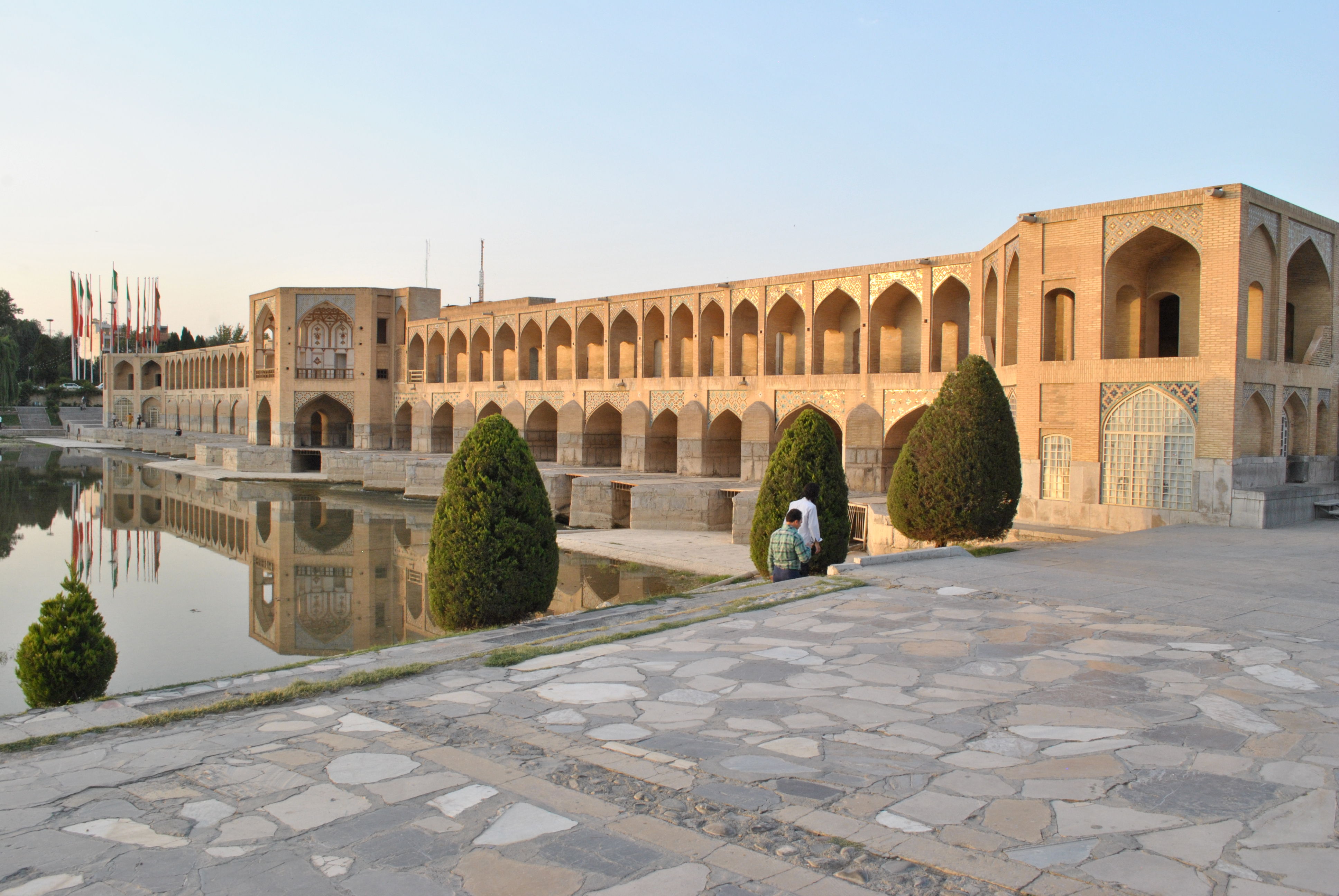
伊斯法罕的郝久古桥（1650 年）

## 赞德王朝和卡扎尔王朝（18 世纪至 20 世纪初）
随着萨法维王朝在 18 世纪衰落，赞德王朝将设拉子定为其首都。王朝的创始人穆罕默德·卡里姆汗·赞德（Muhammad Karim Khan Zand）修建了一个大广场，并建造了一组新的纪念碑，类似于萨法维王朝在伊斯法罕的建筑项目，尽管规模较小。 该项目幸存的纪念碑包括始建于 1766 年、修复于 1827 年的瓦基尔清真寺、一个集市和一座土耳其浴室。 

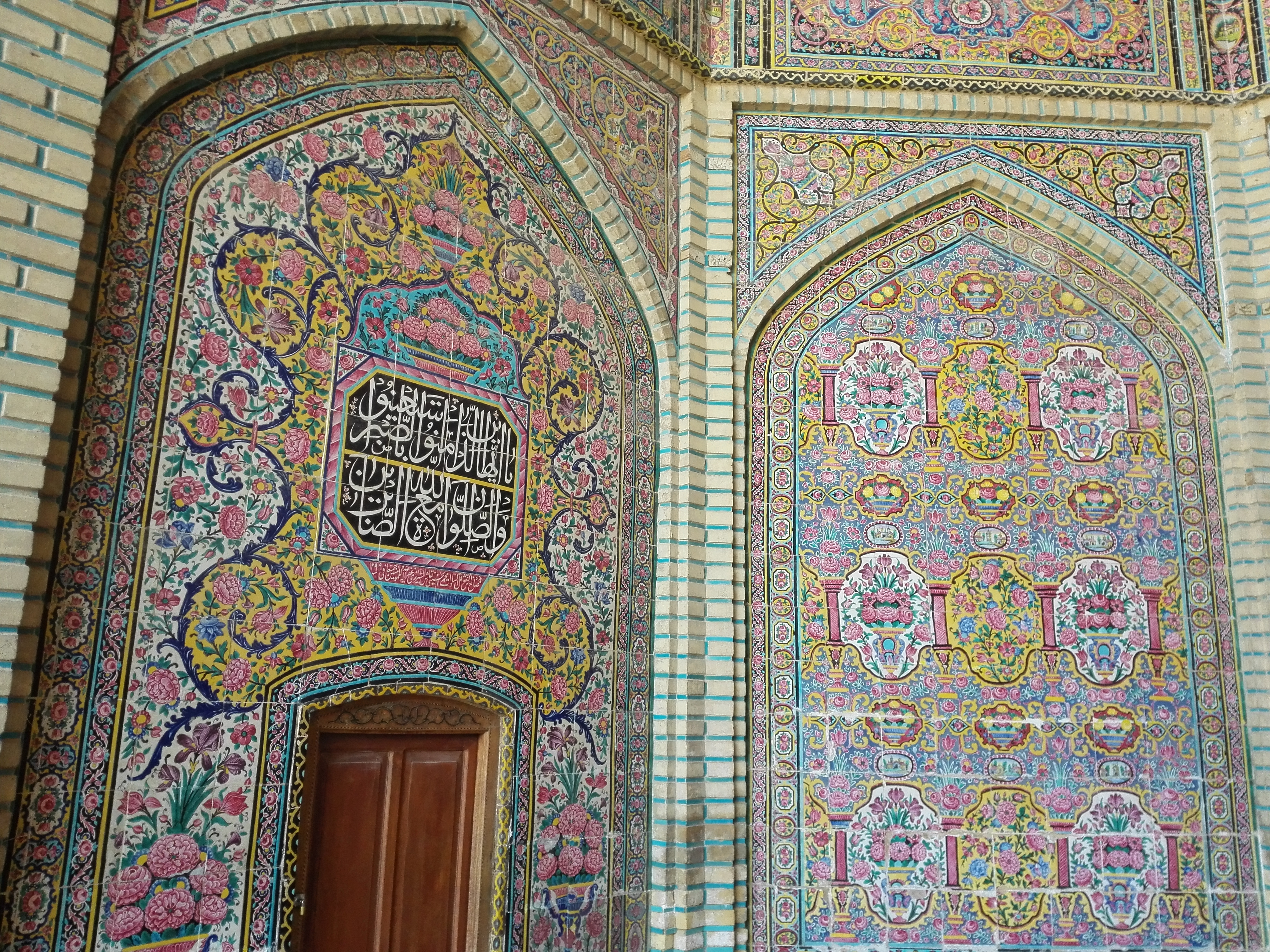
设拉子纳西尔·莫克清真寺（1876-1888 年）的彩绘瓷砖上绘有花卉图案

在德黑兰及其周边地区建造的卡扎尔宫殿中，最著名的是古列斯坦宫，它既是行政中心，也是沙阿的冬季行宫。这座宫殿在历代卡扎尔统治者的统治下经历了多次改建，体现了这一时期的进步变化。 在法特赫·阿里沙( 統治時期 1797–1834统治时期，传统形式仍然盛行。統治時期 1797–1834），他下令制作大理石王座，并将其安装在一个前面有柱子的传统觐见大厅里。   19世纪也出现了复兴主义思潮的兴起。包括法特赫·阿里沙在内的卡扎尔王朝君主，都下令建造一些有意借鉴萨法维王朝和古萨珊王朝建筑风格的建筑，希望借此借用它们对国王和帝国的象征意义。 

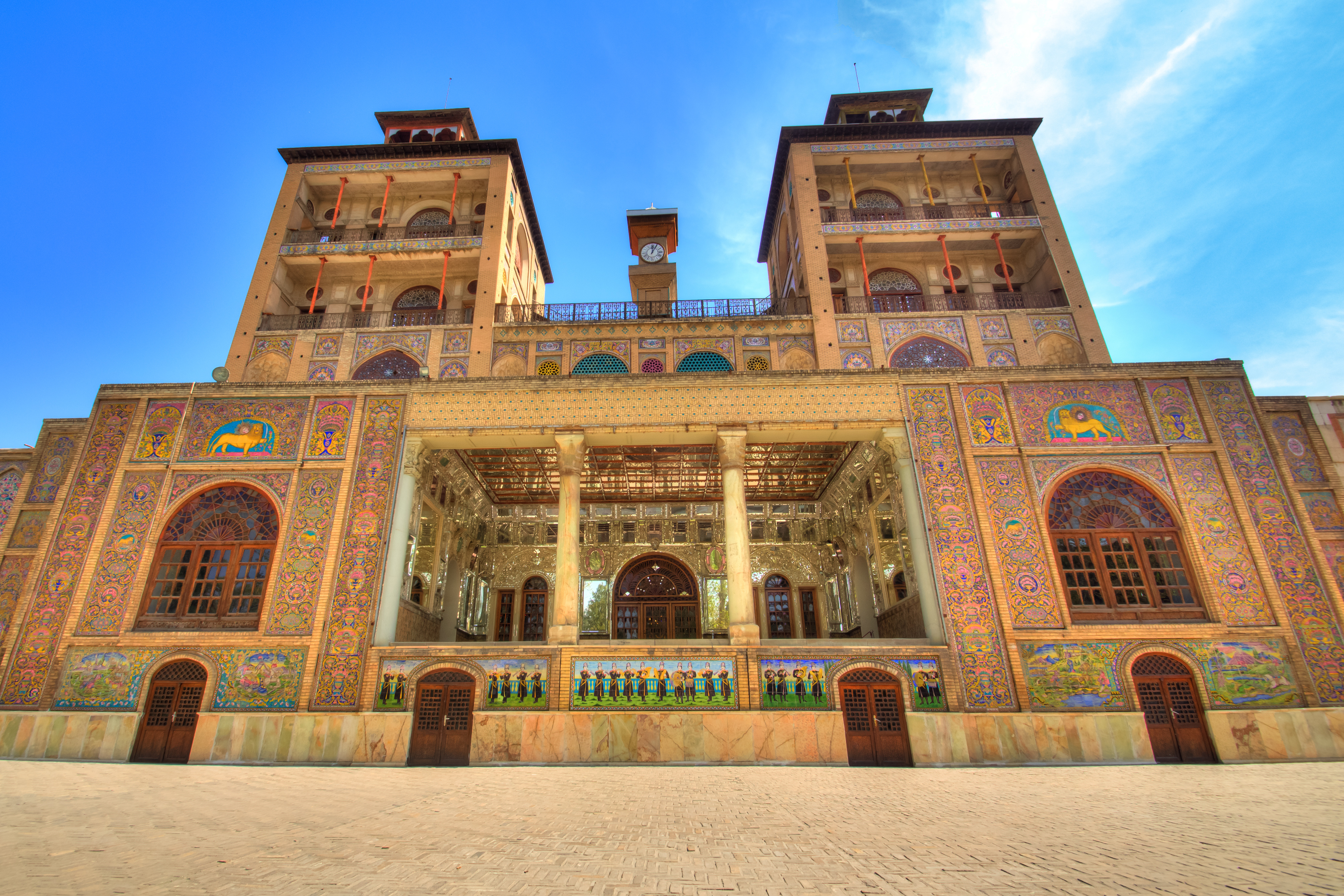
德黑兰古列斯坦宫中的 Shams ol-Emareh，由纳赛尔丁沙(添加。 ）

在纳西尔丁·沙( 統治時期 1848–1896），开始引入新的欧洲风格元素和风格，例如高大的窗户、壁柱和正式的楼梯。他在古勒斯坦宫中增建了 Shams ol-Emareh，这是一座拥有两座塔楼的多层建筑。  他还重建了德黑兰，拆除了老城区部分密集的城市结构和历史悠久的城墙，取而代之的是林荫大道和开放广场，这些灵感来自于他访问欧洲时所见所闻。  
20 世纪初，即卡扎尔王朝统治的最后几十年和巴列维王朝统治的初期，复兴主义思潮继续盛行，并被运用在公共和私人建筑的设计中，包括新兴资产阶级委托建造的建筑。这使得全国各地出现许多融合了伊斯兰和古代琐罗亚斯德教时代风格特征的建筑。 

## 当代伊朗建筑
伊朗当代建筑始于 20 世纪 20 年代初巴列维王朝统治时期。一些设计师，如安德烈·戈达尔，创作了伊朗国家博物馆等作品，让人回想起伊朗的历史建筑遗产。其他人则尝试在作品中将传统元素与现代设计相融合。德黑兰大学主校区就是一个例子。其他人，例如海达尔·吉艾 (Heydar Ghiai)和侯尚·塞洪 (Houshang Seyhoun) ，则尝试创作完全原创的作品，不受先前影响。  Dariush Borbor的建筑成功地将现代建筑与当地民俗相结合。  阿扎迪塔（Azadi Tower ）最初被称为沙迪亚德塔（Shadyad Tower），于1971年建成，现已成为德黑兰的主要地标之一。该建筑由侯赛因·阿马纳特 (Hossein Amanat) 设计，融合了伊朗历史建筑的形式和理念。  博杰米拉德塔（ Borj-e Milad ）于 2007 年竣工 ，是伊朗最高的塔，也是世界第六高的塔。

## 伊朗建筑师

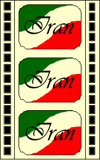
点击此处观看伊朗建筑的动画。

伊朗第一个建筑师专业协会——伊朗外交建筑师协会于 1945 年 1 月 30 日成立。其创始人是伊朗建筑师，包括 Vartan Avanessian、 Mohsen Foroughi和Keyghobad Zafar 。 20 世纪初，外国建筑师在伊朗非常突出，新协会的活动之一就是出版杂志《Architecte》 ，推广伊朗建筑师。  1966年，一个新的专业协会成立，即伊朗建筑师协会。其创始人包括 Vartan Avanessian、Abass Azhdari、Naser Badi、Abdelhamid Eshraq、Manuchehr Khorsandi、Iraj Moshiri、Ali Sadeq 和 Keyghobad Zafar。 
数名伊朗建筑师以空前数量的奖项成功斩获 2018 年 A' 设计奖。 许多伊朗建筑师也获得了阿卡汗建筑奖，其中包括：
- 德黑兰菲尔多西公园。 1999–2001年[61]
- 不同地点的旧建筑焕发新生。 1999–2001年[61]
- 舒什塔尔新城，舒什塔尔。 1984–1986年[62]
- 伊斯法罕的阿里卡普宫(Ali Qapu) 、Chehel Sutun 和八重天宫（Hasht Behesht） 。 1978–1980年[63]

- 伊朗境内：
  - 克尔曼省阿尔盖巴姆文化景观
  - 伊斯法罕的伊斯法罕广场
  - 马赞德兰省达马万德
  - 法尔斯省帕萨尔加德
  - 法尔斯省的波斯波利斯
  - 胡泽斯坦省乔加·赞比尔
  - 西阿塞拜疆的塔赫特苏莱曼
  - 苏丹尼耶清真寺圆顶，赞詹
  - 克尔曼沙阿省贝希斯敦铭文
- 伊朗境外：
  - 苏丹桑贾尔陵墓，土库曼斯坦[64] [65]
  - 土库曼斯坦库尼亚乌尔根奇遗址[66] [67]
  - 哈萨克斯坦霍贾·艾哈迈德·亚萨维陵墓
  - 阿塞拜疆巴库历史中心
  - 阿塞拜疆占贾历史中心
  - 乌兹别克斯坦布哈拉历史中心
  - 乌兹别克斯坦沙赫里萨布兹历史中心
  - 乌兹别克斯坦希瓦的伊察卡拉
  - 乌兹别克斯坦撒马尔罕
  - 俄罗斯达吉斯坦杰尔宾特城堡、古城和堡垒建筑
  - 以色列海法巴哈伊花园
  - 阿塞拜疆Bibi-Heybat 清真寺
  - 阿塞拜疆图巴沙希清真寺
  - 舍基可汗宫殿，舍基，阿塞拜疆